# 北斗 (列車)
北斗（ほくと）は、北海道旅客鉄道（JR北海道）が函館駅 - 札幌駅間を函館本線・室蘭本線・千歳線経由で運行する特別急行列車である。
本項では道央と道南を結んでいる優等列車の沿革についても記述する。

## 概要
特急「北斗」は、1965年（昭和40年）11月1日に函館駅 - 旭川駅間を函館本線・室蘭本線・千歳線経由（東室蘭駅・苫小牧駅経由）で運行開始。1971年（昭和46年）7月1日には1往復が函館駅 - 札幌駅間に縮小され、1972年（昭和47年）3月15日からは全列車が函館駅 - 札幌駅間の運行となった。その後、急行「すずらん」との統合や、別経路で並行して運行されていた特急「北海」（倶知安駅・小樽駅経由）などの代替により、1986年（昭和61年）11月1日からは最大8往復が運行されていた。
1988年（昭和63年）3月13日の津軽海峡線開業以降は「おおとり」の廃止により函館駅を発着する昼行特急列車が「北斗」に統一された。1994年（平成6年）3月1日には車体傾斜式車両であるキハ281系の投入により1日11往復運転に増発され、気動車初の最高速度130 km/hでの営業運転を開始した。以後、従来のキハ183系気動車を使用する列車および臨時列車は「北斗」、キハ281系気動車やキハ261系気動車を使用する列車名を「スーパー北斗」として運転された。2018年（平成30年）3月17日ダイヤ改正ではキハ183系気動車が定期運用から離脱したことにより、全ての定期列車が「スーパー北斗」となったが、2020年3月14日のダイヤ改正で全列車が元の「北斗」に改称された。

### 列車名の由来
「北斗」の名称は北斗七星に由来する。北斗七星が北極星を指し示す星座とされることから、「北都 = 札幌行きの列車」とのイメージが重なり、青函連絡船からの旅客を受けて北へ向かう特急列車の愛称として採用されたといわれる。ただし、当初の運行区間は函館駅 - 札幌駅 - 旭川駅間であり、純粋な函館駅 - 札幌駅間の特急列車には、当初「エルム」と別名称を与えた。
なお、「北斗」の名称は元々1950年（昭和25年）11月8日から1965年（昭和40年）10月1日まで上野駅 - 青森駅間を常磐線・東北本線経由で運行する夜行急行列車に使用されていた。これは当時の列車愛称命名方法の基準であった「夜行列車名は天体名にちなむ」が元になっている。
北海道内の特急列車の愛称としては、「おおぞら」、「おおとり」に次いで3番目、現存する列車としては2番目に古い歴史のあるものである。

## 運行概況
2021年（令和3年）3月13日現在、11往復が運行されている。列車番号は号数+D。2021年3月13日 - 2025年3月14日は、閑散期の曜日運休の一部列車は6000D+号数となっていた。所要時間は3時間33分 - 3時間59分である。
1・22号を除く全列車が、新函館北斗駅で北海道新幹線に接続する。
函館本線の七飯駅 - 大沼駅 - 森駅間については、すべての定期列車が本線（新函館北斗駅・駒ヶ岳駅）経由で運転され、原則として藤城支線や砂原支線（渡島砂原駅）経由で運転されることはない。以前は下り列車が藤城支線経由で運転されていたが、2016年（平成28年）3月26日のダイヤ改正で全列車が新函館北斗駅に停車することになったため、現在の運転経路に変更された。ただし、臨時列車については上り列車が砂原支線経由で運転されるほか、輸送障害が発生した場合などは定期列車が砂原支線を迂回運転することがある。

### 停車駅
函館駅 - (五稜郭駅)- 新函館北斗駅 -（大沼公園駅）- 森駅 - 八雲駅 - 長万部駅 -（洞爺駅）- (伊達紋別駅) - 東室蘭駅 -（登別駅）-（白老駅）- 苫小牧駅 - 南千歳駅 - 新札幌駅 - 札幌駅
- （　）の駅は一部列車通過駅。通過となる「北斗」は以下のとおり。
  - 大沼公園駅：1・2・3・18-22号
  - 五稜郭駅、洞爺駅、伊達紋別駅、登別駅：2号
  - 白老駅：2・4・21号

### 車内販売
JR北海道の在来線特急列車で車内販売を営業する唯一の列車であったが、売上の減少や人手不足の影響等により、2019年2月28日をもって客室乗務員による車内販売は全て終了した。
以前は全ての定期列車で行われたが、最終的には6・8・10・13・15・17号で実施され、臨時列車では実施されないことがあった。

### 使用車両・編成
キハ261系気動車（1000番台）が充当されている。かつては自由席も設定されていたが、2024年3月のダイヤ改正以降は全車指定席となっている。
1998年（平成11年）4月11日から2013年（平成25年）10月31日まではキハ283系気動車が「スーパー北斗」2往復に充当されていた。基本編成はキハ281系と同じく7両で、グリーン車指定席、普通車指定席、普通車自由席の配置や車椅子対応座席の有無も同一であった。また、キハ281系で運行する列車に増結車両としてキハ283系が連結されることがあった（その逆はない）。
2018年3月18日まではキハ183系気動車が「北斗」で使用されていた。臨時にお座敷車両を連結することがあり、1999年（平成12年）時点では自由席として連結されていた。指定席として連結された場合は、指定券発売の際の列車名が「北斗座敷（2人）」「北斗座敷（4人）」となっていた。
2022年9月30日まではキハ281系気動車が使用されていた。

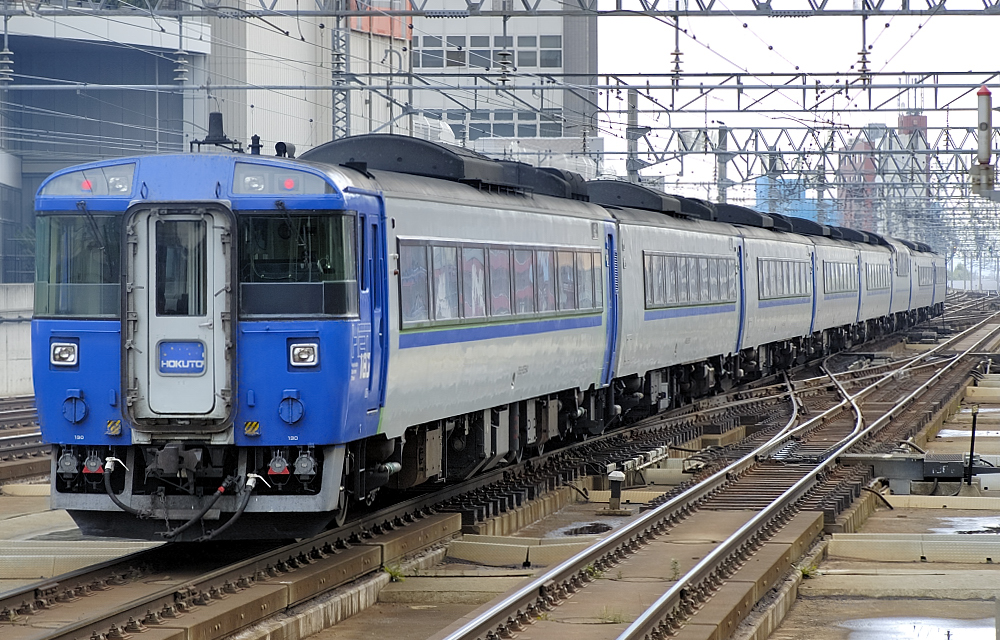
キハ183系「北斗」
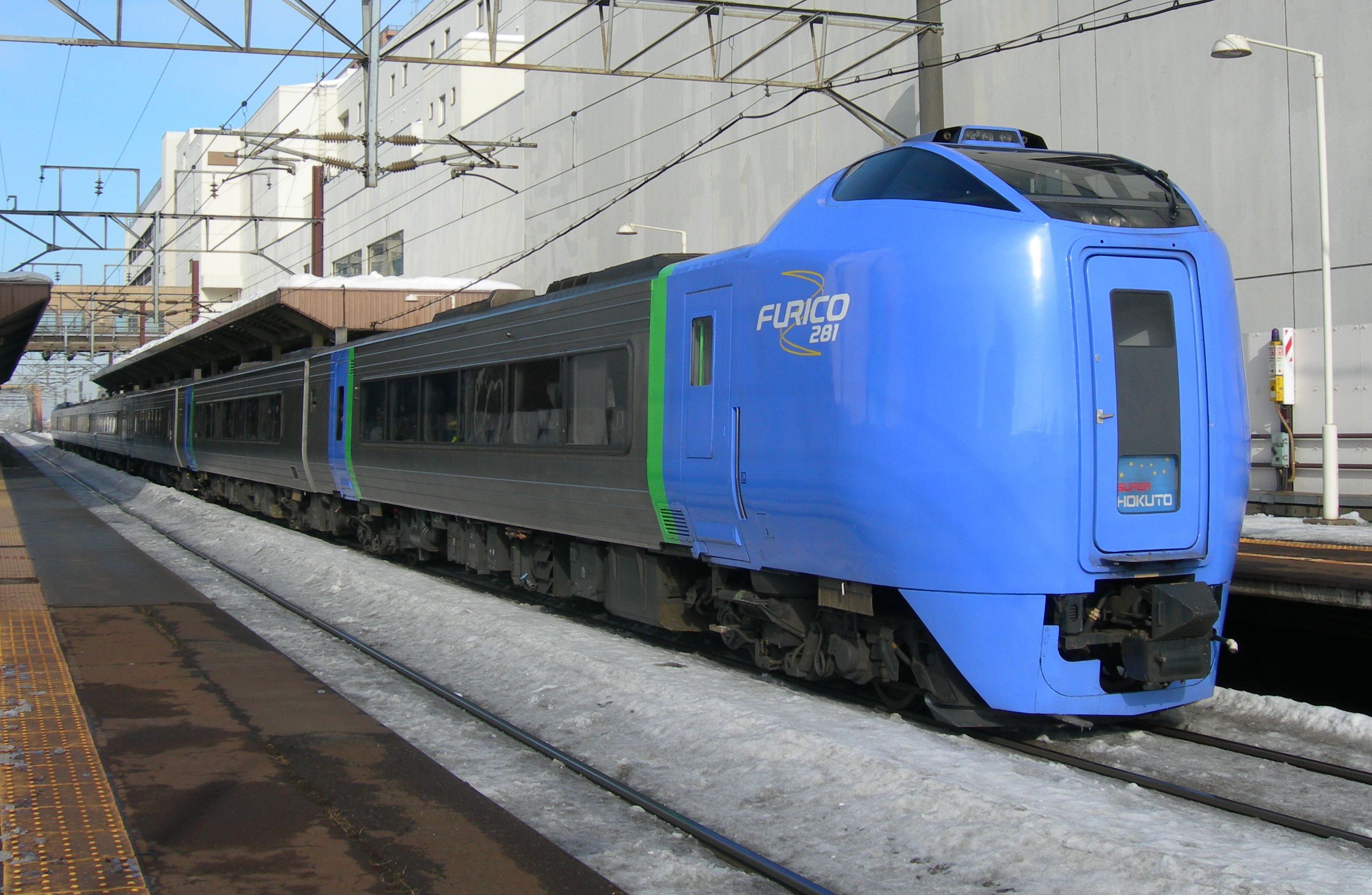
キハ281系「スーパー北斗」
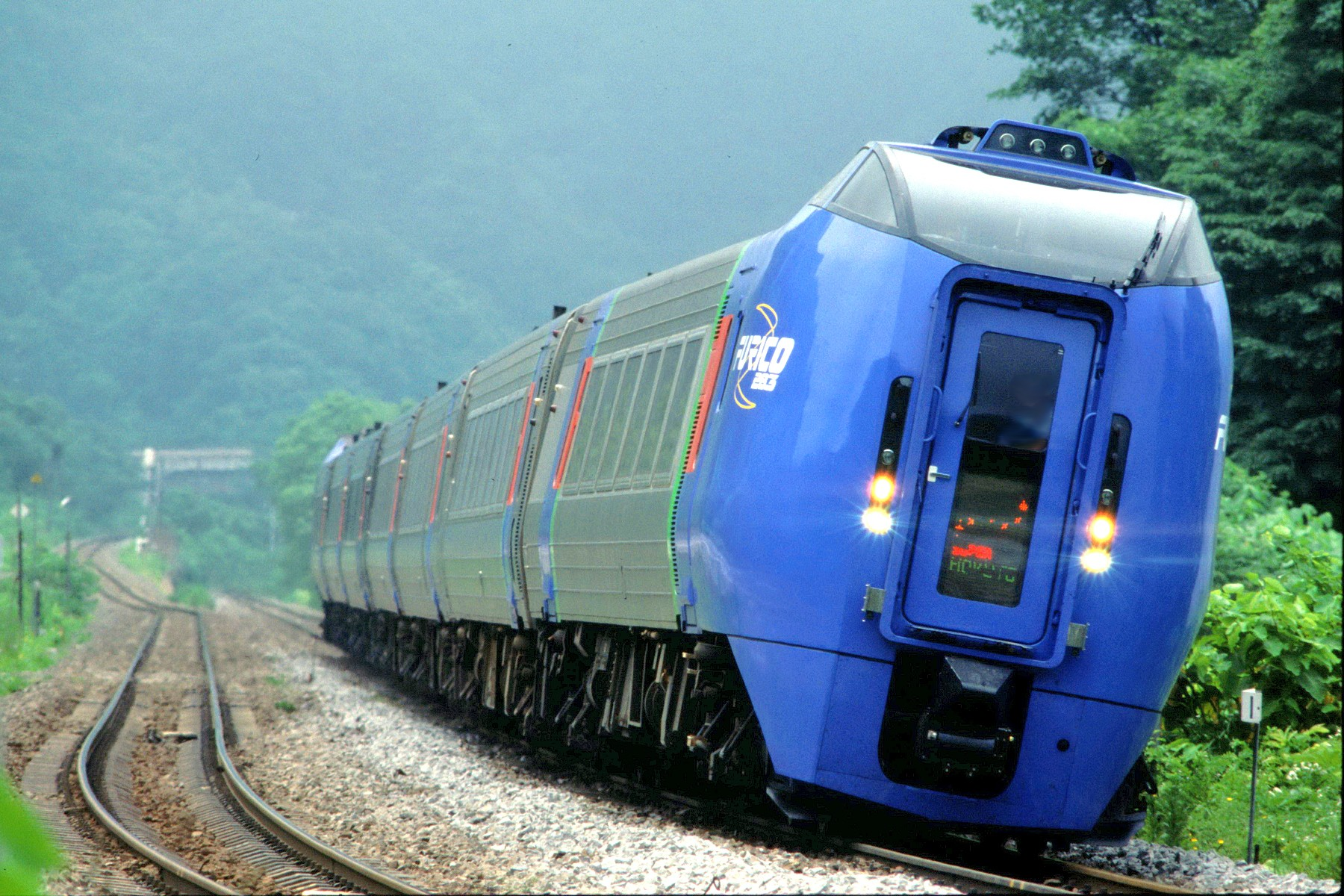
キハ283系「スーパー北斗」
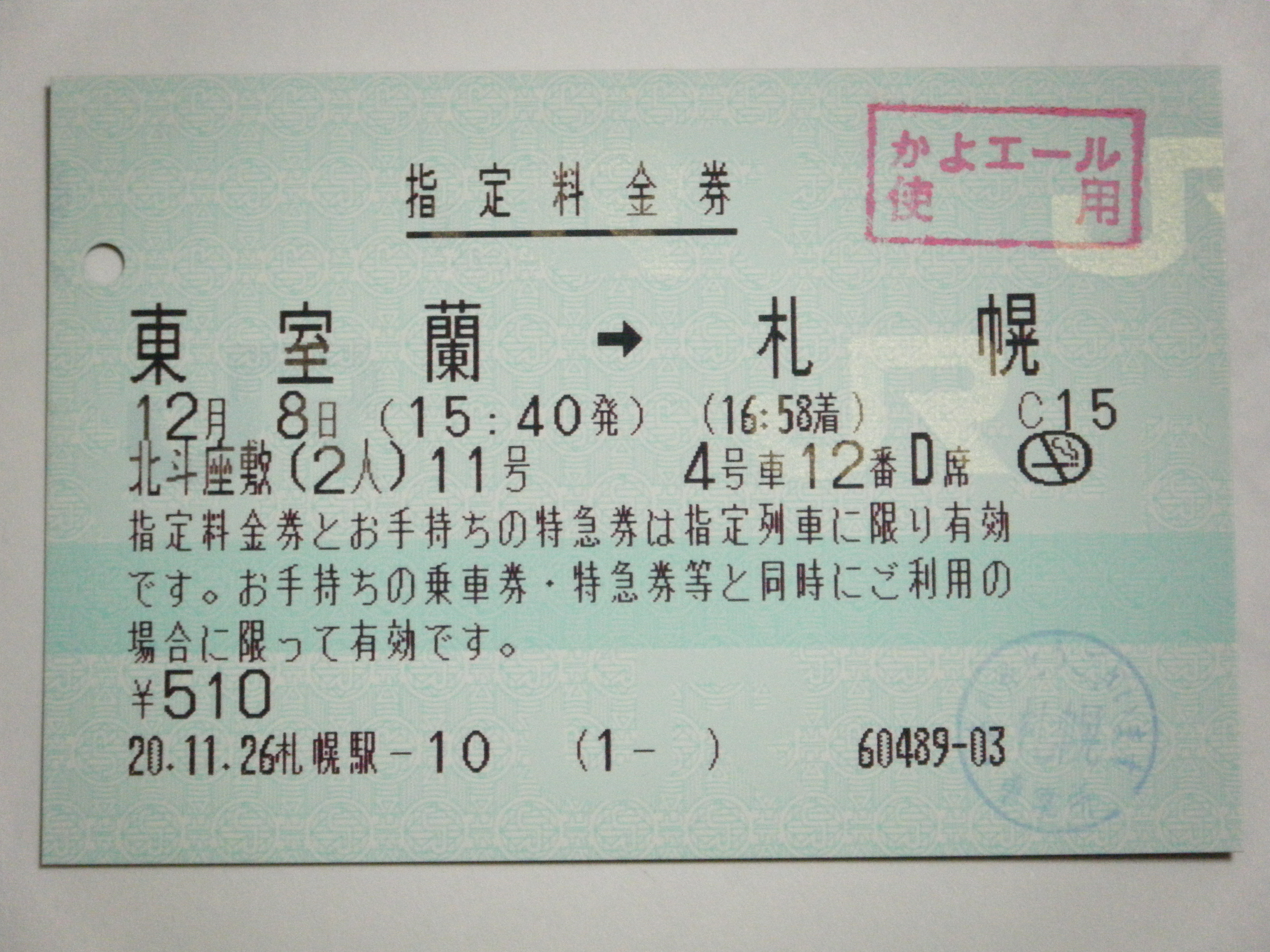
座敷車両連結時の指定券

## 臨時列車

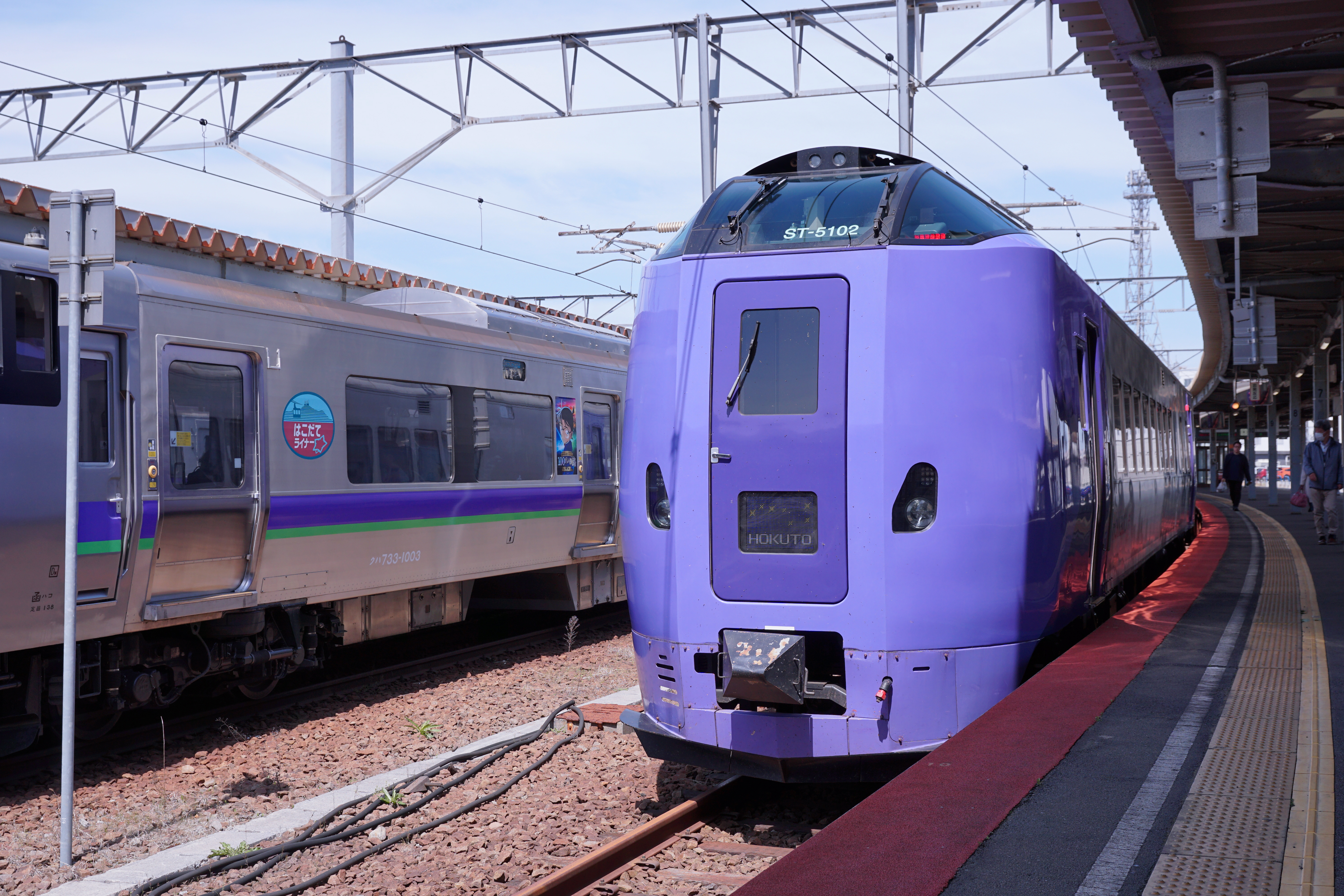
キハ261-5000が使用された北斗

基本的に多客期の需要増には定期列車への増結で対応しているため、臨時列車は団体列車も含めてほとんど運転されなかった。2013年（平成25年）7月13日から2014年（平成26年）7月31日までは定期列車運休のため、2014年（平成26年）のゴールデンウィーク・お盆休み・シルバーウィーク期間には定期列車減便に伴う措置として、それぞれ臨時特急「北斗」が設定された。その後、定期列車が所定通りの運行を再開し、北海道新幹線開業後には12往復に増発されたが、繁忙期を中心に臨時列車が最大2往復設定されるようになった。
車両はキハ183系、キハ283系、キハ261系のいずれかが充当され、キハ261系を除きグリーン車は連結されない(261系5000番で運行される場合を除く)。なお、キハ183系はノースレインボーエクスプレスなどのジョイフルトレイン編成が充当されることもある。
キハ261系5000番台で運行される場合は、停車駅は基本的に定期列車と同じだが、上り列車は砂原支線を経由するため、大沼公園駅には停車しない。
列車番号は2016年3月25日まで9000D+号数だったが、同年3月26日からは84号が8032D、91号が8031D、86号が8036D、95号が8033Dとなる。

### はこだてエクスプレス

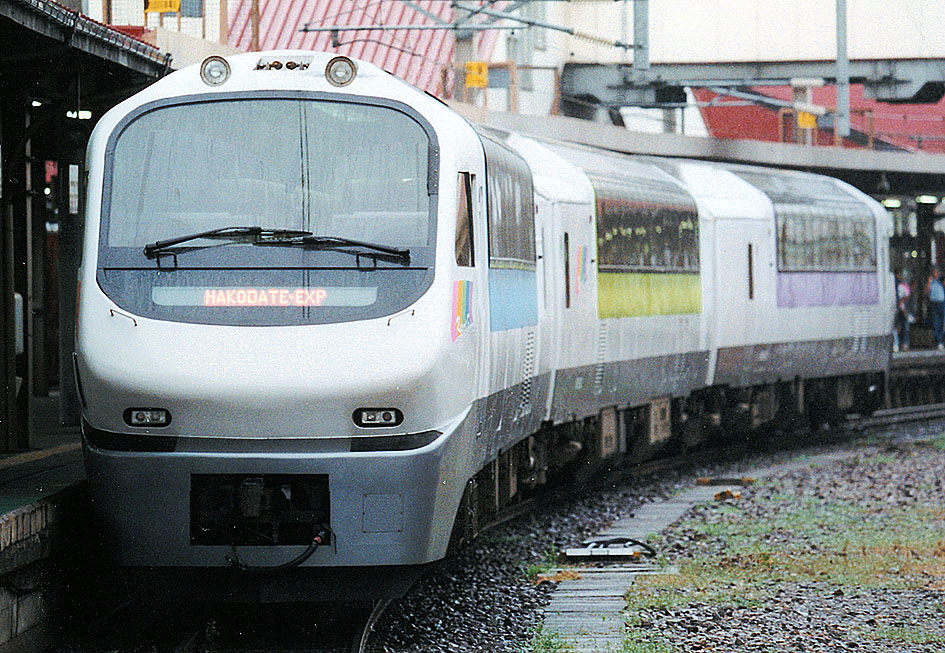
暫定編成で運行されていた「はこだてエクスプレス」（1992年9月 函館駅）

1991年（平成3年）に運行を開始した臨時特急列車。1990年代、函館空港が道内第2の空港として輸送力を増加させていること、札幌駅 - 函館駅間には道内有数の観光地を有しており、旅行需要の大きな伸びが期待できることから、同区間にリゾート列車の運行を計画した。初年はキハ183系5000番台「ニセコエクスプレス」で運行し、8往復の「北斗」を補完した。当列車が好評を博したため翌年からは5200番台を使用し、1992年（平成4年）7月 - 12月は暫定3両編成で運行された。当時はまだ「ノースレインボー」の愛称はなく、JR北海道が愛称を公募していた段階だったため、運転台脇などの虹色のロゴには「NORTH RAINBOW」ではなく、筆記体風の白抜き文字で「Resort Express」と表記されていた。車体のテーマカラーも1号車のラベンダー色（紫）を除き相違があった。1992年（平成4年）12月からは5200番台に愛称が付いたことに合わせ、「ノースレインボーエクスプレス」として運転された。
停車駅
函館駅 - 大沼公園駅 - 長万部駅 - 洞爺駅 - 東室蘭駅 - 登別駅 - 苫小牧駅 - 南千歳駅 - 札幌駅

### リゾートエクスプレス北海道
1992年（平成4年）10月10より、主に本州の北東北と北海道を結ぶ全席指定席の臨時特急列車が、同年11月8日にかけて計19本が運転された。当時JR北海道の車両が客扱いしながら直接本州の青森以遠に乗り入れたケースは「北斗星」（JR北海道所属車）以外になく、臨時列車ではあるがJR北海道の昼行列車では初めての出来事であった。JR東日本管内で気動車による特急列車が運転されたことも珍しい。号数は8号まであり、行先はロングランとなる札幌駅 - 盛岡駅間11本（上り5本下り6本）をはじめ、函館駅発三沢駅折り返し札幌行（2往復4本、このパターンのみ1日2本1往復運転）のほか、「はこだてエクスプレス」と同様の札幌駅 - 函館駅間も4本（上り3本下り1本）設定されるといった、複数の運行パターンがあった。
使用車両はキハ183系5200番台（後の「ノースレインボーエクスプレス」）3両の暫定編成のみを使用し、1編成しかないため行先を変更しながら1日1本運転された。3両すべて喫煙車で禁煙車は設定されていなかった。津軽海峡線では車両が海峡線区間のATC車内信号に対応しないため、ED79形で牽引された客車列車扱いとなった。万一の機関の過熱や排煙の問題のため走行用機関は停止され、電源用機関のみ稼働して運転した。エンド交換を行なう青森駅や函館駅のほか、蟹田駅では運転停車して運転手が交替した。青森駅では盛岡運輸区の車掌から函館車掌所の車掌に交替した。車内販売は営業しており、ワゴンや手持ちの篭を使用して車内を巡回するのではなく、冷蔵庫を備えた乗務員室を利用した売店方式であった。車内販売員は乗務していたが、制服や腕章を着用していないため、一般客とは見分けがつかなかった。
東北本線区間を担当したJR東日本の運転士は気分よくインタビューに応え、「展望がよくてパワーがある」とこの車両を称賛していた。
盛岡駅発着の場合、乗車時間は6号の9時間34分が最速であるが、その多くは10時間以上で、中には11時間近くにもおよぶ便（1号）もあり、これはキハ183系で運転された末期の「おおとり」（9時間21分：上り）や、函館直通時代末期の「おおぞら」（9時間10分：4号）よりも長かった。走行距離も盛岡駅発着の場合、下りは683.0 km、上りは695.8 kmにも達し、これは上下とも「おおぞら」の667.2 km、上りでは道内最長距離を走行した特急である「おおとり」の693.2 kmをも上回る。最大25.0パーミルの奥中山越えを含む東北本線内は並行する「はつかり」と遜色ないダイヤであったが、津軽海峡線では相次ぐ運転停車で「海峡」よりも遅く、道内ではノースレインボーよりも最高速度が低い定期列車よりも遅めで、停車駅が少ないにもかかわらず、静狩駅で運転停車して後続の「北斗11号」（キハ183系基本番台車）を待避していた。青森駅・函館駅のほか、長万部（1号のみ）や南千歳駅（3号のみ）では10分以上の長時間停車を行なった。なお、上りでは「はこだてエクスプレス」の時刻を踏襲する8号は森駅 - 大沼駅間は本線を経由したが、それ以外の4・6号（2号は函館駅始発）は同区間で砂原支線を経由した。下りでは通称藤城支線を経由したが、時刻表では仁山駅経由で誤記されている列車もある。
翌年以降も春季および秋季に運転され、1993年（平成5年）春では4月23日から5月30日まで運転された。号数は6号まで設定され、1・2号は弘前駅 - 札幌駅、3・4号は弘前駅 - 函館駅、5・6号は盛岡駅 - 札幌駅であった。盛岡駅発着は2往復から1往復に統合され、「はこだてエクスプレス」と重複する札幌駅 - 函館駅間の列車や、三沢駅折り返しは取りやめとなり、弘前駅折り返しに変更されて時刻も全体的に若干修正された。途中停車駅に変化は無かった。使用車両も本来の5両編成となり、1992年秋に当列車に乗車レポートした種村直樹が、長時間乗車であるため指摘していたビュッフェやフリースペースの拡充も実現した。3号車（2階）には禁煙車も設定され、各席のオーディオサービスも開始された。種村はミステリー小説「JR最初の事件」を執筆しており、その書面に登場する架空の列車の「レジャーエクスプレス」が形を変えて実現したと、当列車の思い入れを述べている。
1993年秋では10月1日から11月14日まで運転された。号数は4号まで設定され、1号は弘前駅発函館駅行、2号は札幌駅発弘前駅行、3号は盛岡駅発札幌駅行、4号は函館駅発盛岡駅行であった。下りは盛岡駅からは札幌駅に直通するが、弘前駅からは函館駅止まりとなり、上りは札幌駅発弘前駅行きの方は存続されたが、札幌駅発盛岡駅行きの方は函館駅始発に短縮された。弘前駅発函館駅折り返し盛岡駅行といった、1日2本運転の日も計7日間あった。
スーパー北斗の運行を開始した1994年（平成6年）春では4月22日から5月29日まで運転された。号数は4号まで設定され、全て函館駅止まりとなり札幌駅直通は消滅した。また、5月5日まで運転された弘前駅発着の方は変化がなかったが、盛岡駅発着の方は、スーパー白鳥と同等の八戸駅発着に短縮され、5月7日以降より運転された。
停車駅
盛岡駅 - 八戸駅 - 三沢駅 - 野辺地駅 - 浅虫温泉駅 - 青森駅 - 函館駅 - 長万部駅 - 洞爺駅 - 東室蘭駅 - 登別駅 - 苫小牧駅 - 南千歳駅 - 札幌駅
- 全列車蟹田駅で運転停車する。
- 後に設定された弘前駅発着については奥羽本線内では途中停車駅なし。

### 道南さくらエクスプレス
春の大型連休期間中に函館駅 - 札幌駅間を中心に運転された臨時特急で、2011年（平成23年）に運転を開始した。車両は最高速度130 km/hで運転可能なキハ183系5200番台「ノースレインボーエクスプレス」車両を使用する。なお、函館行きは森駅 - 大沼駅間で砂原支線を経由する。停車駅は「北斗」「スーパー北斗」とほぼ同等であるが、運転停車して「スーパー北斗」6・13号を待避するダイヤを組んでいる。
停車駅
函館駅 - 五稜郭駅 - （大沼公園駅） - （森駅） - 長万部駅 - 東室蘭駅 - 苫小牧駅 - 南千歳駅 - 新札幌駅 - 札幌駅
- （ ）は札幌行きのみ停車。
- 2011年（平成23年）は札幌発のみ木古内駅 - 函館駅間で延長運転を行った。
- 2012年（平成24年）は停車駅を若干変更し、一部運転日のみ札幌駅 - 旭川駅間で延長運転を行った。札幌駅 - 旭川駅間の停車駅は「スーパーカムイ」と同等で、「スーパーカムイ」4・39号を待避するダイヤを組んでいた。

### 北海道DC号
2012年（平成24年）に開催された北海道デスティネーションキャンペーンの終了に合わせて、函館駅 - 札幌駅間で運行された臨時急行列車。札幌発函館行きは9月28日に夜行列車として、函館発札幌行きは9月30日に昼行列車として運行された。
車両は札幌運転所所属の14系客車（座席車）3両と24系客車（B寝台車）2両の計5両編成で、全車指定席で運転された。牽引は、函館運輸所所属のDD51形ディーゼル機関車が担当した。
なお、札幌行きは礼文駅で「スーパー北斗」13号を待避するダイヤを組んでいた。
停車駅
函館駅 - （森駅） - （八雲駅） - 長万部駅 - （洞爺駅） - （伊達紋別駅） - 東室蘭駅 - （登別駅） - 苫小牧駅 - 南千歳駅 - 新札幌駅 - 札幌駅
- （ ）は札幌行きのみ停車

### 夜行臨時便
2014年（平成26年）12月14日に札幌ドームで開催されたコンサートと、北海道新幹線開業準備に伴う急行「はまなす」運休日が重なり、観客輸送の為、札幌 - 函館間を臨時特急「北斗88号」として運転。
停車駅
札幌駅 - 新札幌駅 - 千歳駅 - 南千歳駅 - 苫小牧駅 - 登別駅 - 東室蘭駅 - 伊達紋別駅 - 長万部駅 - 函館駅
途中、長万部駅で2時間停車。また渡島大野駅（現・新函館北斗駅）でも運転停車。
使用車両
キハ183系「ノースレインボーエクスプレス」（指定席3両・自由席2両、全席禁煙）

### 大沼号
- 2015年2月5日から28日まで、函館駅から大沼公園駅まで1日1往復運転された[15]。キハ183系3両編成が使用され、全車自由席だった。

## 道央対道南優等列車沿革

### 概略

#### Yankee Limited
1946年（昭和21年）2月11日に、上野駅 - 札幌駅間を直通する連合軍専用列車1101・1102列車（上野駅 - 青森駅間）および8003・8004列車（函館駅 - 札幌駅間）が運行開始。青函連絡船による寝台車の車両航送を行い、青森駅 - 函館駅間を直通させる方式であった。同年4月22日には、上野駅 - 札幌駅間を常磐線経由で運転される連合軍専用列車のYankee Limited（ヤンキー・リミテッド：北部特急の意）が運行開始される。
当初は小樽経由だったが、米軍からの要求を受けて同年11月5日から千歳経由に変更。同時に運行区間も横浜駅 - 札幌駅間とされた。サンフランシスコ平和条約の署名を機に1952年（昭和27年）3月31日に扱いが特殊列車に変更され、列車番号1201・1202列車となり、利用制限があるが、日本人も乗車できるようになった。同時に、「Yankee Limited」の名称も使用されなくなった。
なお、「Yankee」とは英語で「北部」を指す蔑称である。

#### 洞爺→すずらん
急行「洞爺（とうや）」は、特殊列車であった1201・1202列車を通常の急行列車に変更する形で1954年（昭和29年）10月1日に運行を開始した。同時に日本人の利用制限も完全に撤廃された。青函連絡船を介して青森駅で「十和田」と接続していたが、1等寝台車の車両航送は同年9月26日に発生した洞爺丸事故の影響で中止となった。これにより「洞爺」の編成は2・3等車のみとなった。
1956年（昭和31年）11月19日には名称を「すずらん」に変更。1960年（昭和35年）7月1日にはキハ55系が導入され、気動車による運行となった。最盛期は6往復運行されたが、1980年（昭和55年）10月1日に臨時列車へ格下げされると、1985年（昭和60年）3月14日に特急「北斗」に統合され、廃止となった。

#### たるまえ・アカシヤ・石狩
「たるまえ」は函館駅 - 旭川駅間を函館本線・室蘭本線・千歳線経由で結ぶ夜行準急列車として、1961年（昭和36年）10月1日に運行を開始。1962年（昭和37年）5月1日には運行区間を函館駅 - 札幌駅間に縮小した。
「アカシヤ」は、函館駅 - 札幌駅間を函館本線・室蘭本線・千歳線経由で結ぶ急行列車として、1962年（昭和37年）10月1日に運行を開始。
「石狩」は函館駅 - 札幌駅間を函館本線・千歳線・室蘭本線経由で結ぶ不定期急行列車として、1958年（昭和33年）10月1日に運行を開始した。
1968年（昭和43年）10月1日に、3列車とも急行「すずらん」に統合されて廃止された。

#### おおとり
1964年（昭和39年）10月1日に「摩周」・「オホーツク」を統合し、函館駅 - 網走駅・釧路駅間を函館本線・室蘭本線・千歳線経由で結ぶ特急列車として運行を開始した。北海道の特急列車としては、「おおぞら」に次いで2番目に古い列車名である。
1970年（昭和45年）10月1日に釧路発着編成が廃止されて函館駅 - 網走駅間のみの運行となり。1988年（昭和63年）3月13日の津軽海峡線開業に伴い、札幌駅を境に「北斗」と「オホーツク」に系統分離され、廃止された。

### 沿革

#### 終戦まで
- 1928年（昭和3年）9月10日：室蘭本線長万部駅 - 東室蘭駅間の前身である長輪線が全通する。同時に小樽経由の急行1・2列車を変更する形で、函館駅から長輪線・室蘭本線を経由して稚内駅を結ぶ急行203・204列車（この列車の詳細は「宗谷」を参照）が初めて運転されたが[17][25]、当列車は千歳や札幌を経由しない[26][注釈 18]。なお、長輪線は1931年（昭和6年）4月1日に室蘭本線に編入された。
- 1931年（昭和6年）11月1日：急行203・204列車に函館駅 - 札幌駅間の系統（急行3・4列車）を併結した。長万部駅で分割併合していた[26]。
- 1937年（昭和12年）6月1日：急行203・204列車が従来の小樽経由に変更され、列車番号も急行1・2列車に戻された[26]。
- 1943年（昭和18年）8月1日：北海道鉄道の札幌線が鉄道省に戦時買収されて千歳線となり、沼ノ端駅から千歳方面に抜ける現在の「北斗」のルートが概ね出来上がる。

#### 連合軍専用列車「Yankee Limited」の運行開始
- 1946年（昭和21年）
  - 2月11日：連合軍専用列車（列車番号1101・1102列車）の運転を上野-青森間（東北本線経由）で開始[16][4][注釈 19]、その寝台車の一部と荷物車の車両航送が青函91・92便で実施され、北海道側の連合軍専用列車（8003・8004列車）へ連結して小樽経由で札幌駅まで直通運転されていた[17][注釈 20]。食堂車は上野駅 - 盛岡駅間で連結していた。
  - 4月22日：連合軍専用列車（列車番号1201・1202列車）の運転を上野駅 - 札幌駅間（常磐線・小樽経由）で開始[27][注釈 21]、当該列車に「Yankee Limited」（ヤンキー・リミテッド）の名称を設定する[16][4][28]。列車番号は本州側・北海道側ともに共通で、列車の航送は青函93・54便が担った[17][注釈 22]。これにより連合軍専用客車の本州連絡の2本体制が確立した[17]。
    - これに伴ない、1101・1102列車は青函連絡船で車両航送される編成中の連合軍専用客車（二等車2両）を除き、一般の旅客（日本人）も利用できる列車に変更された[17][注釈 23]

  - 7月中頃：連合軍専用列車「Yankee Limited」を東京駅発着に延長される[27]。これにより、東京駅を発着する連合軍専用列車「Dixie Limited」（南部特急）に連絡できるようになる。
  - 11月5日：連合軍専用列車「Yankee Limited」の函館駅 - 札幌駅間の経由地を従来の小樽経由から、千歳経由に変更され、横浜駅発着[16]に延長される。港湾がある室蘭や、飛行場がある千歳への便を図るため、米軍から要求があったためである[27]。函館駅 - 札幌駅間を千歳経由で初めて運転された優等列車と言える[27]。道内では沼ノ端駅や東札幌駅（下りのみ）にも停車していた。
- 1949年（昭和24年）6月1日：日本国有鉄道（国鉄）が発足し、各列車を鉄道省から引き継ぎ。
- 1952年（昭和27年）3月31日：連合軍専用列車の扱いを特殊列車に変更[16]。「Yankee Limited」の名称が解除され、列車番号1201・1202列車となる。これにより一般の旅客の乗車が制限付きながら認められるようになる[16]。
- 1954年（昭和29年）10月1日：特殊列車であった1201・1202列車を通常の急行列車に変更。運転系統が北海道側と本州側に分割され[注釈 24]、北海道内については、函館駅 - 札幌駅を函館本線・千歳線・室蘭本線経由で結ぶ客車急行列車とし、「洞爺」（とうや）の名称が与えられる[3][18]。なお、本州側については、東京駅 - 青森駅間を常磐線経由で結ぶ客車急行列車とし、「十和田」の名称が与えられる[4]。
- 1956年（昭和31年）11月19日：「洞爺」の名称を「すずらん」（列車番号107・108列車）に変更する[3][18][30]。1号車にスロ、2号車にスハシ、3 - 6号車にハ・ハフを連結した6両編成で[30]、函館駅 - 札幌駅間を6時間16分（上り）で結んだ[16]。
- 1958年（昭和33年）10月1日：函館駅 - 札幌駅間を函館本線・千歳線・室蘭本線経由で結ぶ不定期客車急行列車として「石狩」（いしかり）が運行を開始する[3]。

#### 気動車優等列車群の登場
- 1960年（昭和35年）7月1日：「すずらん」の使用車種を55系気動車に変更[19]。道内初の気動車急行列車である。全車指定席の8両編成で、函館駅 - 札幌駅間321.1 km[31]を約1時間短縮の5時間ちょうど（下り）で結んだ[31][16]。それまでは小樽経由の方が早かったが、この列車により千歳経由が所要時間ではじめて優位に立った[32]。
  - この本州から借り入れた55系気動車は耐寒耐雪仕様でないため、春までの暫定処置として厳冬期はキハ55・26をキハ22に置き換えて運転した[30]。
- 1961年（昭和36年）10月1日：サンロクトオのダイヤ改正に伴い、次のように変更。
  - 北海道初の特急列車として、「おおぞら」（1D・2D）が函館駅 - 旭川駅間（函館本線・室蘭本線・千歳線経由）で運行開始[1][19][33]。キハ82系気動車10両編成（全車指定席、食堂車および一等車2両連結、付属編成の7 - 10号車は札幌止まり）を使用し、最高速度100 km/hで函館駅 - 札幌駅間321.1 kmを4時間30分（上り）で結んだ[34]。札幌駅までの途中停車駅は虻田駅（現・洞爺駅）、東室蘭駅、登別駅、苫小牧駅であった。函館駅では深夜運航の青函1・2便を介して上野駅発着の「はつかり」（1D・2D）や、大阪駅発着の「白鳥」（2001D・2002D）と相互連絡していた。「おおぞら」「はつかり」通しの結合特急券も発売された[34]。函館 - 苫小牧間の軌道もキハ82系の性能に合わせて強化され、95 km/hから100 km/hに引き上げられた[32][注釈 25]。上り列車は従来は砂原線経由だったが、「おおぞら」の運転を機に4200万円を投じて上り列車の信号機を新設し、駒ヶ岳駅経由に変更してスピードアップを図った[32]。この列車は早さと快適な客室設備から大変な人気列車となった。指定席券の入手難が常態化し、苦情も相次いだ[35]。国鉄はすぐに増結車両2両を増備するなど、その需要に応えた。
  - 「すずらん」の使用車種を58系気動車に変更[16]。8両編成（但し当分の間は7・8号車は欠車）で運転された[32]。函館駅 - 札幌駅間を4時間58分（下り）で結んだ[32]。
  - 夜行準急列車として函館駅 - 旭川駅間を函館本線・室蘭本線・千歳線経由で運行する「たるまえ」が運行開始[3]。客車10両編成（内、荷物車3両）で運転された。
  - 小樽経由で運行していた「アカシヤ」を気動車化するとともに運行区間を延長。運転経路は千歳線経由に変更の上、多層建て列車化[36]。行き先ごとに以下の列車名が与えられる[注釈 26]。
    1. 石北本線網走駅発着「オホーツク」[21]
    2. 根室本線釧路駅発着「摩周」（ましゅう）[20]
    3. 宗谷本線稚内駅発着「宗谷」（そうや）[37]
- 1962年（昭和37年）
  - 5月1日：「たるまえ」の運行区間を函館駅 - 札幌駅間とする[32][注釈 27]。
  - 10月1日：第2・第1「狩勝」を特急に格上げし、「おおぞら」に函館駅 - 釧路駅間の系統を連結[33][38]。食堂車なしの旭川行を基本編成、食堂車を連結した釧路行を付属編成[35]の2階建て列車となる。また、函館駅 - 札幌駅間を千歳経由で運行する気動車急行列車「アカシヤ」（2代目）が運行開始[32]。
- 1964年（昭和39年）
  - 3月20日：特急「おおぞら」の釧路編成に1両増結し、12両編成とする[35]。
  - 10月1日：「摩周」・「オホーツク」を統合し[20][21]、函館駅 - 網走駅・釧路駅間（函館本線・室蘭本線・千歳線経由）の特急「おおとり」（3D・4D）が運行開始[1][22][23][24]。キハ82系気動車12両編成（全車指定席、食堂車および一等車2両連結、基本編成の8 - 12号車は網走行、食堂車を連結した付属編成の1 - 7号車は釧路行）を使用し[39][40]、最高速度100 km/hで函館駅 - 札幌駅間321.1 kmを4時間35分（上下とも）で結んだ[41]。札幌駅までの途中停車駅は洞爺駅、東室蘭駅、登別駅、苫小牧駅であった。函館駅で青函3・4便に接続し、本州側で上野駅発着の「はくつる」（3レ・4レ）と連携するダイヤで、通しの特急券も発売された[39]。
    - 残る「宗谷」は函館駅 - 稚内駅間の単独列車となったが、「まりも」や「ライラック」と同様、小樽経由に変更された[32][36]。

#### 特急「北斗」の運転開始
- 1965年（昭和40年）10月1日：ダイヤ改正により、次のように変更する。
  - 函館駅 - 旭川駅間（函館本線・室蘭本線・千歳線経由）の特急「北斗」（ほくと）がキハ82系気動車9両編成（全車指定席、食堂車および一等車連結）で1往復（5D・6D）運行開始[1]。「おおぞら」や「おおとり」と合わせて本州連絡の三本柱体制が完成した。最高速度100 km/hで[42]函館駅 - 札幌駅間321.1 kmを4時間40分（上り）、函館駅 - 旭川駅間を6時間40分（上り、途中札幌駅で5分停車）で結んでいた[41]。「おおぞら」や「おおとり」と同様に函館駅で青函5・6便に接続し、本州側で上野駅発着の「ゆうづる」（5レ・6レ）と連携するダイヤで[41]、通しの特急券も発売された。途中停車駅は洞爺駅、東室蘭駅、登別駅、苫小牧駅、札幌駅、岩見沢駅、滝川駅であった。進行方向が変わる札幌では大半の乗客が入れ変わるなど、実体的には別の列車のようであった。
    - なお、「北斗」と連携する「ゆうづる」は前述したとおり、前日までは急行「北斗」を名乗っていた列車であり（東北本線優等列車沿革を参照）、特急への格上げおよび「ゆうづる」への改称と共に、一夜にして北海道の特急列車にその名が引き継がれる珍しい例となった[43]。

  - 「おおぞら」および「おおとり」の基本編成と、食堂車を連結した付属編成の位置関係を逆にする。基本編成（旭川・網走編成）の乗客から食堂車が利用しずらいと苦情があったためで、この措置により食堂車がフル編成時に中央寄りに来ることになった[35]。
  - 急行「すずらん」を1往復増発し、2往復体制とする[32]。自由席も設定された[30][16]。
- 1966年（昭和41年）9月30日：七飯駅 - 大沼駅間の別線（藤城支線）が開業[32]、これに伴ない翌日のダイヤ改正（10月1日）より下りの「北斗」ほか優等列車の運転経路が原則として本線経由から藤城支線経由に変更される。
- 1967年（昭和42年）3月1日：特急「おおぞら」の函館駅 - 旭川駅間の系統を廃止し[注釈 28]、函館駅 - 釧路駅間の単独列車となる[33]。また、沿線からの要望を受けて「おおぞら」の廃止系統を引き継ぐ形で函館駅 - 旭川駅間を小樽経由で運行する特急「北海」（ほっかい）が運転開始[41][40]、人気列車の「おおぞら」を補完した。経由が異なるため、愛称が「北斗」と区別された[43]。下りは「おおぞら」の5分後に発車する続行運転で、上りは「おおぞら」の19分前を先行するダイヤであった[40]。なお、この列車の詳細は「ニセコライナー」を参照。
- 1968年（昭和43年）10月1日：ヨンサントオのダイヤ改正により、次のように変更される。
  - 急行「すずらん」の1往復を特急「北斗」に格上げし、函館駅 - 札幌駅間を運行。旭川駅発着列車と合わせて2往復（内、1往復は一等車を1両増結した10両編成）となる[41]。「北斗」は道内初の号数が付く複数往復の特急列車となった[44]。
  - なお、同区間を走行する「おおぞら」は、この時函館駅 - 札幌駅間を4時間15分で運転された。
  - 系統別に列車名の整理を実施、「たるまえ」・「アカシヤ」・「石狩」を「すずらん」に統合[3]。これにより昼行5往復（上り1・4号は列車番号が6000番台、下り4号は列車番号が6000番台）、夜行1往復の6往復体制となった[30]（すずらん (列車)#列車名の沿革も参照）。昼行の1往復（上り3号・下り2号）は旭川駅まで延長運転された。また、夜行の1往復は「たるまえ」の流れを汲む列車で客車10両編成で運転された。
- 1969年（昭和44年）10月1日：ダイヤ改正により、次のように変更する。
  - 行先別に列車名の整理を実施、特急「北斗」の札幌駅発着列車（1往復）の名称を「エルム」に変更[39][41][44]。
  - 急行「すずらん」の1往復を特急に格上げし、函館駅 - 旭川駅間の特急「北斗」を増発。「北斗」自体は2往復のままである。また、夜行「すずらん6号」（上下とも）の牽引機をC62形からDD51形に置き換えられる[44]。
なお、「北斗」増発列車には奥羽本線特急「つばさ」を特急形のキハ181系気動車に置き換えて、捻出したキハ82系気動車を使用する計画であったが、「つばさ」に充当する予定だったキハ181系の落成が1970年2月にずれ込んだため本改正に間に合わず、増発した「北斗」には急行形気動車であるキハ56系7両編成（内、1両がキロ26形）が充当された。このため、1970年3月1日にキハ82系が導入されるまでの間、増発した「北斗」の特急料金を100円引きする措置が取られた[39][41]。
- 1970年（昭和45年）10月1日：特急「おおとり」の釧路駅発着編成を分離、これにより「おおぞら」は函館駅 - 釧路駅間を2往復となる。「おおとり」は函館駅 - 網走駅間を運行する6両編成のみとなる[24]。食堂車の連結はなし[40]。
- 1971年（昭和46年）
  - 7月1日：特急「エルム」が「北斗」に編入され廃止。「北斗」は3往復となる。また「北斗」の1往復を函館駅 - 札幌駅間の運行に見直し[3][39]。
  - 10月：室蘭本線を走行する「北斗」で列車火災事故が発生[45]。
- 1972年（昭和47年）
  - 1月29日：札幌オリンピックの観客輸送のための臨時特急「オリンピア2号」が函館駅 - 札幌駅間をキハ82系気動車で同年2月13日にかけて1往復運行された[41]。下りは室蘭本線・千歳線経由、上りは小樽経由。ヘッドマークは絵入りのデザインで、札幌オリンピックのオリンピックエンブレム（日の丸、雪の結晶、五輪マークと「SAPPORO 72」の文字）を使用した[46]。なお、上野駅 - 青森駅間を583系で1往復（下りは常磐線経由）運行する臨時特急「オリンピア1号」は、津軽海峡区間で青函33便および青函162便を介して「オリンピア2号」と相互連絡していた。相互連絡のない単独運転の列車も設定されていた[注釈 29][41]。
  - 3月15日：函館駅 - 旭川駅間（函館本線・室蘭本線・千歳線経由）の特急列車を「おおぞら」に移行。「おおぞら」は3往復（内1往復は旭川駅発着の付属編成を併結）、「北斗」は函館駅 - 札幌駅間のみ2往復となる[2][39][41]。これ以降「北斗」は札幌駅以遠での運行がなくなる[44]。また、「おおとり」に食堂車が連結され、7両編成となる[40]。
- 1973年（昭和48年）
  - 9月9日：千歳線の北広島駅 - 白石駅 - 苗穂駅間の新線（当時はまだ非電化）が開業し、「北斗」ほか全列車がそちらを通るようになる。この新線切り替えにより函館駅 - 札幌駅間の距離（321.1 km[31]）が2.4 km[注釈 30]短縮される。
  - 10月1日：急行「すずらん」の1往復を特急「北斗」に格上げし、「北斗」が3往復に増発[47]。全列車が食堂車を組み込んだ7両編成となった。なお、同区間を走行する「おおぞら」は函館駅 - 札幌駅間を4時間5分（表定速度：78.0 km/h）で運転され[31]、キハ82系としては最速であった。
- 1978年（昭和53年）10月2日：号数が上りが偶数、下りが奇数となる。「北斗」のほか、「おおぞら」や「おおとり」に自由席を設定する[48]。急行「すずらん」は昼行2往復（内、1往復は臨時列車）、夜行1往復の3往復となる。
- 1980年（昭和55年）
  - 2月10日：特急「おおぞら」の1往復（4・5号）にキハ183系気動車（900番台）を投入。グリーン車1両を含んだ10両編成（内1両は増1号車で、5号車は欠車）で食堂車の連結なし。1編成しかないためキハ82系と隔日で運行された[49]。
  - 10月1日：このときのダイヤ改正により、次のように変更。
    - 特急「おおぞら」の旭川発着系統を再度廃止。これ以降「おおぞら」は滝川駅 - 旭川駅間での運行がなくなる。
    - 特急「おおとり」の函館駅 - 北見駅間に付属編成3両が増結された10両編成となる（翌年のダイヤ改正で増結が2両に減車）[40]。
    - 急行「すずらん」の定期列車の運転を終了。昼行2往復は季節列車、夜行は臨時列車に格下げとなる[30][16]。
- 1981年（昭和56年）10月1日：この日のダイヤ改正に伴い、以下のように変更する。
  - 千歳空港駅（現在の南千歳駅）が開業、同駅に停車するようになる。
  - 特急「おおぞら」は全列車を石勝線経由に変更。この経路変更に伴い、函館直通の1往復は札幌駅 - 千歳空港駅間で重複運転が発生する。
  - 特急「おおぞら」の1往復を札幌駅で系統分割し[33][43]、札幌駅 - 函館駅間を「北斗」としたことにより、「北斗」が4往復となる[50]。キハ82系「北斗」
（1986年8月）

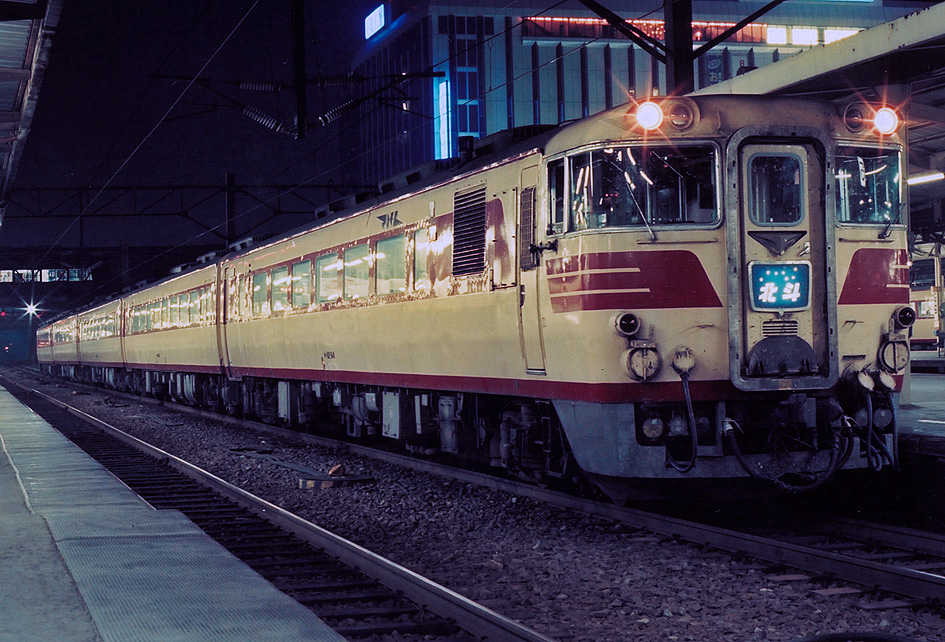
キハ82系「北斗」
（1986年8月）

- 1983年（昭和58年）6月1日：「北斗」1往復（2・7号）にキハ183系気動車（基本番台車）を投入[50]。10両編成で食堂車の連結なし。当時の最高速度はキハ82系と同様の100 km/hであった。残る3往復は食堂車を連結したキハ82系で、9両編成または7両編成。
- 1984年（昭和59年）2月1日：「北斗」2往復にキハ183系気動車（基本番台車）を追加投入[51]。キハ82系は残り1往復となる。また、臨時急行「すずらん」は残り1往復となる。
- 1985年（昭和60年）
  - 3月14日：この日のダイヤ改正に伴い、以下のように変更する。
    - 臨時急行「すずらん」を特急「北斗」に編入し[18]、「北斗」が5往復に増発[50]。下記の1往復を除きすべてキハ183系で運転される[52]。
ただし、この1往復は1986年10月31日まではキハ82系を使用し、毎日運転だが列車番号が6000番台の季節列車の扱いであった。この編成は食堂車を連結していないため、「北斗」において食堂車の営業は終了となる。
なお、夜行臨時列車の名称として「ミッドナイト」の運行開始まで「すずらん」の名称が使用される。
    - 伊達紋別駅に「おおぞら」と「おおとり」が新規停車。

  - 4月1日：1往復を除く「北斗」の普通車に禁煙車を設定する[53]。

#### 道南直通特急としての「北斗」とその速達化
- 1986年（昭和61年）
  - 3月3日：この日のダイヤ改正により、「ホワイトアロー」が運転開始され、それに合わせて千歳空港駅 - 札幌駅間の最高速度が、従来の100 km/hから120 km/h（ただし「北斗」などは使用車両の関係で110 km/h）に引き上げられ[54]、「おおぞら」および「北斗」の110 km運転を開始[注釈 31]。このうち「おおぞら」7号は函館駅 - 札幌駅間で初めて3時間台となる3時間56分で運転され、特に高速運転が可能な千歳空港駅 - 札幌駅間はJR時代と遜色ない29分（表定速度：91.0 km/h）で走破した。「おおぞら」7号の3時間56分運転を記念した入場券（函館駅）も発売された。なお、「おおぞら」は1985年（昭和60年）6月1日より石勝線（千歳空港駅 - 上落合信号場間）で先行して110 km/h運転を開始している[55]。
  - 10月31日：翌日のダイヤ改正を控え、キハ183系で運行される「北斗」8号は、車両運用の都合により同日に限りキハ82系で運行され、食堂車も復活営業した[56]。このことは同年10月号の時刻表にも記されており[56]、車両故障などによる突発的な代走ではない。ただしヘッドマークは白地で「北斗」の物は装着されなかった[56]。キハ82系で運行される「おおとり」や、その間合いで運行される「オホーツク2号」は食堂車付きで通常運行されたが、網走駅行のキハ82系で運行される「オホーツク5号」は、網走駅への送り込み回送も兼ねて一足早くキハ183系で運行された。この日「おおとり」や「オホーツク」（2号のみ）も食堂車を営業したが、この「北斗」が在来線の定期昼行特急における食堂車の最終営業列車となった[56]。食堂車内は鉄道ファンの姿も見られたが、一般のサラリーマンらで大盛況であった。乗客に親しまれていた存在であったと見て取れる[56]。函館には定刻に到着し、この車両変更による遅延は無かった模様[56]。
  - 11月1日：国鉄最後のダイヤ改正に伴い、以下のように変更する。
    - 最高速度を野田生駅 - 長万部駅間で従来の100 km/hから110 km/hに、東室蘭駅 - 幌別駅間、および苫小牧駅 - 千歳空港駅間が従来の100 km/hから120 km/h（110 km/h）にそれぞれ引き上げられる[49][54][57]。曲線や分岐器の通過速度も向上された[49]。
    - 特急「北海」（2往復）の廃止[58] および「おおぞら」1往復の運転区間見直しにより[33]、「北斗」が3往復増発され8往復体制となる[59]。これ以降「おおぞら」は函館駅 - 千歳空港駅間での運行がなくなる。また、新キハ183系（N183系）が基本番台車との混成編成として初めて投入されたのに伴い、キハ82系が運用から離脱し、「北斗」および「おおとり」はキハ183系（基本番台車・N183系）での運行に統一される[50][60]。当時の新183系の最高速度は基本番台車と同様の110 km/hであった[注釈 32]。その頃から183系基本番台車のカラーリングが、N183系に準じた色に順次更新されるようになる[55]。
      - 「おおとり」のキハ183系化に伴ない110 km/h運転を開始[注釈 31]。「おおとり」は函館駅 - 網走駅間において、札幌駅 - 旭川駅間の最高速度が、従来の100 km/hから120 km/h（110 km/h）に引き上げられたこととも絡み[54]、所要時間は9時間21分（上り）で、車両性能の向上に伴ない前年と比較して58分もの大幅な短縮が図られた。
      - 上述の通り、キハ82系の定期運行を終了する。その後は臨時「北斗81・82号」や「北斗84・85号」などとして、1992年5月頃[61]まで多客期を中心に不定期に運転した[50][52]。

    - このとき「北斗」の下り定期列車は全て3時間台を達成（最遅は5・13号の3時間59分）、上り定期列車も3本（8・14・16号）が3時間台を達成している[50]。
      - なお、このとき「北海」の代替の「北斗」1・16号は、青函連絡船深夜便との連絡の兼ね合いからほかの列車より停車駅を少なくして速達性を高め、全国唯一の全車座席指定席制とした[50][53]。途中停車駅は長万部駅、東室蘭駅、千歳空港駅の3駅のみで、苫小牧駅は通過、余裕時分も見直しを行ない[31]、所要時間は3時間47分であった[55]。表定速度は84.2 km/hで、気動車としては最速であった[49]。その当時の気動車の非力さから、気動車による表定速度80 km/h超えは、電車で100 km/hを突破するよりも難しいとされていたため[42]、高く評価できる数字である。

- 1987年（昭和62年）

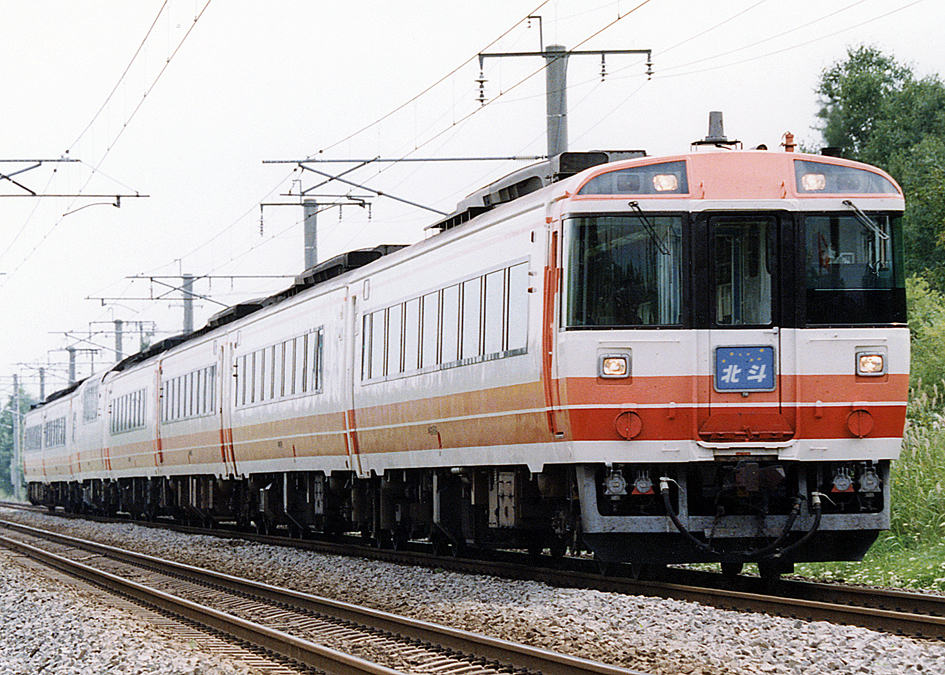
キハ183系「北斗」
（1992年）

  - 4月1日：国鉄分割民営化に伴い、北海道旅客鉄道（JR北海道）による運行に移行。
  - 10月1日：「北斗」1往復（1・16号）にハイデッカーグリーン車のキロ182系500番台を連結[50][62]。また、3往復（2・5・8・9・12・15号）にはハイグレードグリーン車[注釈 33]を連結。
  - 月日不詳：グリーン車に禁煙席を設置[資料 14]。
- 1988年（昭和63年）3月13日：津軽海峡線開業に伴うダイヤ改正により、次のように変更。
  - 青函連絡船との連絡の兼ね合いで運行されていた函館駅を早朝・深夜に発着する列車を、寝台特急（ブルートレイン）「北斗星」に振り替える。
「北斗星」の函館駅 - 札幌駅間に関しては、B寝台の一部を普通車扱いとするいわゆる“ヒルネ”と称される用法であったが、函館駅を早朝に乗車する乗客が多く、それを寝台特急である「北斗星」ではさばくことが難しいことから、「北斗星」の直後に臨時「北斗」の続行運転を行ったり、「北斗星」に函館駅から座席車を増結した事もあった。
    - なお下り寝台特急「北斗星」は上野駅を3月13日に発車するため、北海道内は3月14日からの運転となったため、同日に限り、特急「北斗星1・5号」とほぼ同じダイヤで、臨時特急「北斗81・85号」が運転された。

  - 函館駅 - 網走駅間の「おおとり」を札幌駅を境に運転区間を分割し、廃止[24]。札幌駅 - 網走駅間を「オホーツク」、函館駅 - 札幌駅間を「北斗」にそれぞれ編入。ただし「北斗」が帳尻を合わせるように1往復減便されたため、8往復体制のままである[53][63]。これにより、函館駅発着列車で札幌駅より先へ行く定期列車は運転されなくなる。
  - この改正で長万部駅 - 東室蘭駅間、および幌別駅 - 苫小牧駅間の最高速度が従来の100 km/hから120 km/hに引き上げられ[63]、これにより長万部から札幌駅まで連続して120 km/h運転が可能になった。「北斗」は一部の列車にはハイデッカーグリーン車を連結したN183系・NN183系を投入し、最高速度を120 km/hに引き上げられる。速達性を高め、特にNN183系が限定運用される1号[注釈 34]は高速化の旗手として函館駅 - 札幌駅間を3時間29分で結ぶようになった[64]。途中停車駅は東室蘭駅、苫小牧駅、千歳空港駅の3駅のみで、それまでの停車駅だった長万部駅は通過。また、このとき「北斗」の上りも含めた全ての定期列車が3時間台（最遅は10号の3時間51分）を達成している。
  - 苫小牧駅に全ての「北斗」が停車（苫小牧飛ばしがなくなる）。
- 1989年（平成元年）3月11日：野田生駅 - 長万部駅間の最高速度を110 km/hから120 km/h、函館駅 - 野田生駅間の最高速度を従来の100 km/hから110 km/hにそれぞれ引き上げられる。これにより函館駅 - 野田生駅間で110 km/h運転、野田生駅以遠で120 km/h運転が可能になる[65]。
  - 「北斗」の4往復（1・7・11・13号、2・6・8・14号）にはハイデッカーグリーン車を連結したN183系・NN183系を投入し120 km/h運転（速度種別：特通気A10[64]）を実施、なお、残りの4往復（3・5・9・15号、4・10・12・16号）はハイグレードグリーン車[注釈 33]を連結した基本番台車で、110 km/h運転（速度種別：特通気A0[64]）である[63][66][50][注釈 35]。
- 1990年（平成2年）
  - 3月10日：このダイヤ改正で最速達列車が1号から5号に引き継がれ[64]、洞爺駅、伊達紋別駅にも停車するようになるが、3時間29分運転は維持される。この5号は、その後1分短縮の3時間28分（表定速度：91.9 km/h）で結ぶようになり[注釈 36]、気動車では当時として最速であった。それまでの最速達列車であった1号は、北斗星のヒルネ廃止に伴う救済措置のため[64]、途中停車駅が3駅停車から9駅停車に増加した[67][50]。
  - 9月1日：「北斗」の基本番台車のハイグレードグリーン車[注釈 33]の連結を取りやめ、全列車がハイデッカーグリーン車で統一される[注釈 37]。運用から外れたハイグレードグリーン車は「おおぞら」に連結された[35]。
    - 「北斗」の4往復（1・9・11・13号、4・6・8・16号）は基本番台車で、110 km/h運転、残りの4往復（3・5・7・15号、2・10・12・14号）はN183系・NN183系が限定運用され、120 km/h運転を実施。
- 1991年（平成3年）3月16日：函館駅 - 野田生駅間の最高速度を110 km/hから120 km/hに引き上げられる。これにより函館駅 - 札幌駅間の全区間で120 km/h運転が可能になり、1 - 3分所要時間短縮が図られた[65]。また、速達列車（4・5号）が登別駅に停車するようになる[50]。
- 1992年（平成4年）
  - 9月26日：同年9月末を以って現役引退が決定した[61]キハ82系を使用して、さよなら団体列車「さよならキハ80『6変化の旅』」を運転、函館駅 - 長万部駅間では「エルム」[注釈 38]、長万部駅 - 札幌駅間（室蘭本線・千歳線経由）では「北斗」のヘッドマークを揚げて走行した[50]。なお、前日は札幌駅 - 函館駅間（小樽経由）で「北海」のヘッドマークを揚げて走行した。
  - 10月10日：札幌駅と盛岡駅を直通運転する「リゾートエクスプレス北海道」がキハ183系5200番台（後のノースレインボーエクスプレス）で運転された[10]。JR北海道の昼行列車が道内から盛岡駅に直接乗り入れたのは初の出来事であった。
  - 月日不詳：ハイデッカーグリーン車であるキロ182系500番台の座席配置を 2+1 列に変更した内外装更新車の運行を開始[注釈 39]、グリーン車に喫煙コーナーを設置し[注釈 40]、翌年のダイヤ改正までに[68]グリーン車を全席禁煙化[資料 14]。
    - なお、このときの時点で、最速列車はN・NN183系（120km/h運転）による運転の5号（3時間29分）、最遅列車は基本番台車（110km/h運転）による運転の6・8号（3時間47分）であった。最高速度の低い基本番台車で最速は、1号の3時間41分（表定速度：86.5 km/h）で、N・NN183系で最遅の10・12・15号（3時間40分）と比較して1分差であった。途中10駅に停車する最遅列車の6号であっても、国鉄最後のダイヤ改正時（1986年11月）の途中3駅に停車する当時の最速列車と同水準まで速達化されていた。

#### 特急「スーパー北斗」の運転開始
- 1994年（平成6年）
  - 3月1日：このときのダイヤ改正により以下のように変更。
    - 振り子式車両キハ281系気動車（速度種別：特通気A40[70]）を導入し、「スーパー北斗」5往復が運行開始[記事 9]。これに伴い、「北斗」は2往復減となり6往復になる。また、キハ183系の基本番台車（110 km/h運転）が定期運用から離脱し、キハ183系の後期型車両（N183系・NN183系）6両編成での運行に統一される。
      - 「スーパー北斗」の全列車と「北斗」の一部列車（3往復[注釈 41]）が函館駅 - 札幌駅間の全区間で気動車では初となる最高速度130 km/h[注釈 42]に引き上げられる。
        - このうち1往復（2・19号）は札幌・函館間が初めて2時間台となる2時間59分（表定速度：106.8 km/h）で運転され、気動車でありながら表定速度が日本の在来線における最速となる[42][注釈 43]。
        - 3往復ある「北斗」のキハ183系（NN183系）を使用した130 km/h運転（速度種別：特通気A25[70]）は、国鉄形車両において「600メートル条項」をクリア[73]した唯一の事例であった[注釈 44]。ただし、キハ281・283系のような定速運転[注釈 45]はできないため、120（125） - 130 km/hの間で力行と惰行を繰り返す、いわゆるノコギリ運転であった[74][75]。

      - なお、残りの3往復[注釈 46]はキハ183系（N183系）を使用した120 km/h運転で、キハ183系の130 km/h運転対応車と比べ10分程度遅い[68]。

    - 従来、JRグループの旅客営業規則第69条・第158条の規定により長万部駅 - 札幌駅（苗穂駅・白石駅）間の運賃・特別急行料金は函館本線（ニセコ駅）経由で計算される経路特定区間の特例が適用されていたが、同日より当該区間の特例は廃止され、実際の運行経路で運賃・特急料金を計算するようになった[76][77][78][79]。
    - JR九州の「つばめレディ」を彷彿とさせる、「にっしょく北海道」の車内販売員によるグリーン車の車内サービス（おしぼりやドリンクの無料提供）を1号 - 4号に限り開始[68]。後の「ツインクルレディー」によるサービスの前身と言える。
    - 「北斗」のヘッドマークのデザインが変更され、北斗七星をあしらった絵は従来通りだが、愛称名が漢字表記からスーパー北斗に合わせたアルファベット表記の「HOKUTO」となる[注釈 47]。

  - 5月9日：午後1時頃、室蘭線を走行中の札幌発函館行きの「スーパー北斗」10号で「床下から異音がする」と乗客から申告があり、最寄り駅に停車して点検。最後尾の車両下部に設置された推進軸の脱落を発見[記事 10]。
- 1996年（平成8年）
  - 3月16日：一部列車が新札幌駅に停車するようになる（下り1本〈21号〉のみ）。また、最速達列車（2・19号）が苫小牧駅、南千歳駅に停車するようになるが、これによる到達時分の増加は無かった。
  - 12月4日： 5時49分ごろ仁山駅 - 大沼駅間で貨物列車（4098列車）が脱線事故（函館本線大沼脱線転覆事故）を起こし、レールや路盤を損壊したため本線が不通となった[80][81]。普通列車などの殆どが函館駅 - 森駅間で運休若しくは区間運休され、バス代行を行なう中、「北斗」などは上下とも事故現場から離れたところを通る藤城支線を経由して運転した[80]。下り列車専用の藤城支線を、上り列車が通過した事例は珍しい。およそ4日後の8日午前4時35分に復旧・運転再開し、上り「ミッドナイト」が最初に事故現場を通過した[80]。
- 1997年（平成9年）
  - 10月1日：一部列車が五稜郭駅に停車するようになる（上下2本ずつ）[82]。
  - 12月1日：「スーパーおおぞら」に続いて、「スーパー北斗」でも客室乗務員「ツインクルレディー」の乗務開始[82]。グリーン車の車内サービスを全列車に拡大。
- 1998年（平成10年）
  - 4月11日：このときのダイヤ改正により以下のように変更。
    - 「スーパー北斗」の2往復（2・16号、7・21号）にキハ283系気動車（速度種別：特通気A41[70]）を導入し、「北斗」1往復を「スーパー北斗」に置き換え[記事 3]。これにより、「スーパー北斗」は6往復、「北斗」は5往復（130 km/h運転3往復、120 km/h運転2往復）となる。
    - 下り最速達列車が19号から15号に変更された[注釈 48]。また、「北斗19号」は函館駅 - 東室蘭駅間の途中駅無停車の3時間24分（表定速度：93.7 km/h）で運転され、キハ183系で運行された「北斗」としては最速であった。
    - 「北斗」・「スーパー北斗」の3本（4・19・21号）が新札幌駅に停車するようになる。

  - 12月8日：このときのダイヤ改正により以下のように変更。
    - 「北斗」1往復を「スーパー北斗」に置き換え[83][84]。これに伴い、「スーパー北斗」は7往復、「北斗」は4往復（130 km/h運転3往復、120 km/h運転1往復）で、5両編成となる。
    - 「北斗」・「スーパー北斗」の3往復（2・4・6号、17・19・21号）が新札幌駅に停車するようになる。
    - 上りの最速達列車である「スーパー北斗2号」が先述の新札幌駅のほか、長万部駅・八雲駅・森駅・大沼公園駅にも停車拡大[85]、これにより最速達列車は下り1本（15号）のみとなる。
- 1999年（平成11年）
  - 2月：「北斗」自由席にキハ183系6000番台「お座敷車両」の連結を開始[7]。
  - 11月28日： 礼文浜トンネルの覆工コンクリート壁崩落により、2時35分頃貨物列車が脱線する事故が発生したため、室蘭本線の長万部駅 − 豊浦駅間が不通となる。不通の間「北斗星」などの優等列車[86]および貨物列車の各一部は小樽経由で迂回運転した。12月4日22時に復旧・運転再開し[87][88]、旅客列車では室蘭発長万部行きの上り普通列車が最初に事故現場を通過した。
  - 12月4日：「スーパー北斗2号」を五稜郭駅に停車拡大。これに伴い、同列車が五稜郭駅で「はつかり14号」と接続するようになる[資料 15]ただし、ダイヤ改正当日は上記脱線事故により当該列車は運休のため、実際の五稜郭駅停車開始は翌日からとなる。

#### 新札幌副都心ほか主要駅への停車拡大の動き
- 2000年（平成12年）
  - 3月11日：「北斗」・「スーパー北斗」全列車が新札幌駅に停車するようになる[資料 16]。これにより最速達列車が3時間ちょうど（表定速度：106.2 km/h）となり、2時間台の列車は消滅する。
  - 3月29日：有珠山の火山活動に伴い、室蘭本線の長万部駅 - 東室蘭駅間が運転見合わせ区間となったため[89]。長万部17時28分着の北斗15号以降より山線経由で迂回運転を開始した。その後、函館駅 - 札幌駅間（函館本線・小樽経由「北斗」）6往復、東室蘭駅 - 札幌駅間7往復の臨時特急が運行される。ヘッドマークは白地で「臨時」を表示していた。キハ281系・キハ283系を使用した列車は山線では振り子を停止して運行された。
  - 3月31日：有珠山で噴火が始まる[89]。八雲町付近を走行中だった札幌行き臨時特急を長万部駅で運転打ち切りとし、虻田町民の避難列車として使用。なお、臨時特急の乗客は代行バス輸送で札幌方面に移動した。
  - 6月1日：一部の特急について室蘭本線経由の運行を再開。8日より平常ダイヤに復帰。
- 2002年（平成14年）
  - 3月23日：「はくたか」が最高速度160 km/h運転を開始したことに伴ない、2号が越後湯沢駅 - 金沢駅間261.4 kmを昨年より1分短縮の2時間26分で運転され[90]、表定速度が在来線で歴代トップとなる107.4 km/h[注釈 49]を記録したことにより、「スーパー北斗」が1994年に樹立した在来線の表定速度最速の座を譲り[91]、「はくたか」に次ぐ歴代2位[75]となった。ただし、「はくたか」は全区間JR線経由ではなく、一部第三セクター鉄道を経由している。なお、この所要時間はこの年限りで、翌年のダイヤ改正で2分延長の2時間28分運転となり、その後も所要時間が年を追うごとに伸びていった。
  - 4月20日：「北斗」の一部車両がコンサドーレ札幌（現・北海道コンサドーレ札幌）のラッピング塗装となり、「コンサドーレ北斗号」として1日3本[注釈 50]運転される[84][92]。2003年（平成15年）に元のHET色に戻る。
- 2004年（平成16年）3月21日：「スーパー北斗」が運行開始10周年を迎え、NHK大河ドラマ『新選組!』とのタイアップでキハ281系の一部先頭車に俳優の山本耕史（土方歳三役）が大きく描かれたラッピング装飾が行われ[記事 11]、「スーパー北斗 新選組!ラッピングトレイン」として運転された[資料 17]。
- 2006年（平成18年）
  - 3月18日：「北斗」4号が八雲駅、「北斗」11号が森駅にそれぞれ停車するようになる。五稜郭駅に停車する列車を、「北斗」11号から「スーパー北斗」21号に変更。「北斗」・「スーパー北斗」が全車禁煙化[資料 14][資料 18]。
  - 12月17日：「スーパー北斗」のうち、キハ283系充当列車にグレードアップ指定席を導入開始。2008年（平成20年）3月までに完了[資料 19]。
- 2007年（平成19年）10月1日：森駅・八雲駅・長万部駅・伊達紋別駅の停車列車を増発[資料 20]。
- 2008年（平成20年）10月：キハ183系・キハ281系にグレードアップ指定席を導入開始。2010年（平成22年）3月までに完了[資料 21]。
- 2009年（平成21年）
  - 9月30日：3号車に設置されていたテレホンカード式公衆電話が廃止[資料 22]。
  - 10月1日：ダイヤ改正により、「スーパー北斗」6号と「北斗」19号が五稜郭駅に停車拡大。これにより、11往復中7往復が五稜郭駅に停車するようになる[資料 23]。
  - 12月17日：車両に付着した雪や氷が走行中に落下して線路のバラスト（砕石）が飛散する現象を防止するため、全区間で減速運転（最高速度120 km/h）を開始[資料 24][資料 25]。2010年（平成22年）4月9日に解除[資料 26]。
- 2010年（平成22年）
  - 12月4日：「北斗」14号が森駅に停車。また、最速達列車の15号を除く全列車を五稜郭駅停車に統一[資料 27][資料 28][資料 29]。
  - 12月16日：車両に付着した雪や氷が走行中に落下してバラストが飛散する現象を防止するため、全区間で減速運転（最高速度120 km/h）を開始[資料 30][資料 31]。2011年（平成23年）4月6日に解除[資料 32]。
- 2011年（平成23年）
  - 6月6日：伊達市内を走行中の「スーパー北斗」2号の3号車で排気弁が破損し、潤滑油が漏れて白煙が発生。乗客は後続列車に乗り換えた。排気弁と吸気弁をつなぐバネが疲労破損したことが原因であると判明した[資料 33][資料 34][記事 12]。
  - 10月：グリーン車にて座席改装を開始。キハ283系は10月20日、キハ281系は10月23日から改装を実施し、2013年（平成25年）3月までに完了。この改装に伴い、グリーン車で実施されていたオーディオサービスは10月31日で終了[資料 35]。
  - 12月13日：車両に付着した雪や氷が走行中に落下してバラストが飛散する現象を防止するため、全区間で減速運転（最高速度120 km/h）を開始[資料 36][資料 37]。
- 2012年（平成24年）
  - 1月9日 - 10月13日：1月6日に新得駅に停車中の特急「スーパーとかち」[注釈 51]において、屋根上にバラストが乗っているのが確認された事象を受けて[資料 38]、「スーパー北斗」全列車において、函館駅 - 南千歳駅間の単線トンネル内で減速運転（最高速度100 km/h）を実施[資料 38]、「北斗」全列車は減速運転の対象から外れた。10月14日に減速運転が解除されたが[資料 39]、減速運転が長引いたのは乗客から「乗り心地が悪い」との指摘を受け、線路整備や状態確認を行なったためであった[資料 39]。
  - 9月18日：午後1時25分頃、新札幌駅で停車中の「北斗」14号から潤滑油と冷却水が漏れるトラブルが発生[記事 13][記事 14]。
  - 12月3日：車両に付着した雪や氷が走行中に落下してバラストが飛散する現象を防止するため、全区間で減速運転（最高速度120 km/h）を開始[資料 40][資料 41]。2013年（平成25年）4月15日に解除[資料 42]。

#### 相次ぐトラブルとスピード至上主義からの脱却
- 2013年（平成25年）
  - 3月24日：午前11時40分頃、東室蘭駅で「北斗」5号の4号車の床下から発煙。乗客は後続列車に乗り換えとなった。エンジンの出力を車輪に伝える装置が高温になり、装置に付着した油や塗料が蒸発したとみられる[記事 15]。
  - 4月8日：午後8時50分頃、八雲駅構内において「北斗」20号の4号車エンジンが破損し、発煙する事故が発生[資料 43][資料 44][資料 45]。
  - 7月6日：午後3時45分頃、山崎駅 - 鷲ノ巣駅（現・鷲ノ巣信号場）間を走行していた「北斗」14号の4号車エンジンが破損し、出火事故が発生（詳細は日本の鉄道事故_(2000年以降)#函館本線特急列車出火事故を参照）[資料 46]。
  - 7月7日：前日の事故を受け、キハ183系の一部車両[注釈 52] が使用停止となった影響で、当面の間（4・5・8・11・14・15・19・20号）[注釈 53] を全区間運休し、「北斗」17号についてはキハ281系による代走運転を実施[資料 47]。
  - 7月13日：運休中の定期列車を補完するため、臨時列車をリゾート車両で運行開始[資料 7][資料 8][資料 9][資料 10][資料 11]。
  - 7月15日：長万部駅にて「スーパー北斗」9号が、8号車で旅客の右腕を挟んだまま発車するトラブルが発生[記事 16]、乗客が異変に気付き、車掌に知らせたことで列車は緊急停車した。旅客は無事救助され、幸い三島駅乗客転落事故のような事態は免れた。人の腕程の太いものを挟んだにもかかわらず、ドアセンサーが機能しなかった[93]。
  - 8月9日：大雨の影響で、函館本線の山越駅 - 八雲駅間の路盤が流出するなどの被害が発生。同日20時過ぎには復旧したが、急遽キハ281系による函館駅 - 札幌駅間の臨時特急（名称なし）が1往復運転される[記事 4]。
  - 8月17日：1時5分頃、大雨の影響で函館本線の山越駅 - 八雲駅間を流れる熱田川が氾濫、路盤が流失したところに貨物列車が差し掛かり脱線した（詳細は日本の鉄道事故 (2000年以降)#函館本線貨物列車脱線事故（八雲事故）を参照。）[94]。特急列車は運休となり、札幌駅 - 八雲駅間を臨時特急列車、八雲駅 - 函館駅をバス代行した[95]。復旧には数日を要した。
  - 9月19日：18時5分頃、大沼駅構内で貨物列車（18両編成）が軌道の変位に起因する脱線事故が発生（詳細は日本の鉄道事故_(2000年以降)#函館本線貨物列車脱線事故（大沼事故）を参照）、函館駅 - 森駅間が不通となるが[記事 17]、翌日（20日）より七飯駅 - 大沼公園駅を終日不通としたうえで臨時特急列車を4往復運行し、函館駅 - 大沼公園駅をバス代行した[記事 18]。21日夕刻より仮復旧、22日より所定のダイヤに戻る。
  - 11月1日：JR北海道の相次ぐ事故や不祥事を受け、メンテナンス体制強化に向けたダイヤ修正が実施され、以下のように変更[資料 48][資料 49][記事 19]。
    - キハ283系の定期運転を終了し、全列車がキハ281系での運転となる[注釈 54]。
    - 2往復（6・7・15・16号）の運行が取りやめとなり、5往復の運行となる。なお、号数は「北斗」も含めて飛び番となる。
    - 「スーパー北斗」15号の運休により、五稜郭駅・八雲駅・長万部駅に全列車が停車するようになる。
    - 「北斗」5号の停車駅に森駅を追加。ただし、当該列車は運休を継続。
    - 車両や軌道の負荷を低減するため、最高速度が120 km/hに引き下げられ、所要時間が平均で9分長くなり3時間30分、最速列車で3時間26分となる。鉄道事業者が安全優先を理由に減速を行うのは、極めて異例の措置である[記事 21][記事 22][注釈 55]。
この影響により、一部列車で函館駅や札幌駅で不接続となる。
- 2014年（平成26年）
  - 3月15日：ダイヤ改正により、以下のとおり変更[資料 50][資料 51]。
    - 時刻・運転間隔を変更し、「白鳥」・「スーパー白鳥」との接続を改善する。
    - 札幌駅・函館駅における始発時刻を7時から6時台に繰り上げ。
    - 「北斗」8号が森駅に停車するようになる。これにより、森駅に全列車が停車するようになる。
    - 前年11月1日の2往復運休に伴う欠番を解消。これにより、号数は1 - 18号に変更。

  - 7月6日：21時45分頃、静狩駅から長万部駅を走行中の「スーパー北斗」18号で1号車後部デッキの機器室付近から白煙が発生[資料 52]。当該列車は長万部駅で運転打ち切りとし、急遽函館駅行の臨時列車が運転されたが、函館駅到着は翌日未明となった[資料 52]。ブレーキ時に生じた高温の鉄粉が床下の隙間から入り込み、床下に溜まっていたタンポポの綿毛[記事 23][注釈 56]や植物の種子などを含んだ粉塵に引火し、配線を束ねたゴム材に燃え移ったことが原因とみられる[資料 53]。
  - 8月1日：運休となっていた定期列車の運行を再開[資料 54][資料 55]。
  - 8月30日：「スーパー北斗」2号を洞爺駅・伊達紋別駅・登別駅に停車拡大。これにより、全列車が洞爺駅・伊達紋別駅・登別駅に停車[資料 56]。
- 2015年（平成27年）4月1日：15 - 18号の車内販売を廃止[資料 57]。
- 2016年（平成28年）3月26日：北海道新幹線新青森駅 - 新函館北斗駅間開業に伴い、以下の通り変更[資料 58]。
  - キハ261系気動車（1000番台）を投入。同車使用の列車については基本編成を8両とする。これに伴い3往復増発し、12往復体制となる。
  - 全列車が新函館北斗駅に停車し、1・24号を除く全列車が新幹線と接続する。これに伴い、下り列車の運転経路が藤城支線経由から本線経由に変更される[記事 24]。これらにより全体的にやや遅くなったものの、最遅列車は3時間59分（「北斗」3・17号）で、全列車3時間台は維持された。
  - 列車番号が従来の5000D+号数から号数+Dに変更される[8]。
  - 「スーパー北斗」2号が再び洞爺駅・登別駅を通過するようになる。
- 2017年（平成29年）
  - 2月23日 : 3時59分ごろ北入江信号場構内で発生した貨物列車脱線事故の影響で全列車運休となり、札幌駅 - 伊達紋別駅と長万部駅 - 函館駅に臨時特急、伊達紋別駅 - 長万部駅に代行バスを3往復、札幌駅から小樽経由の臨時特急を1往復、札幌駅 - 東室蘭駅に臨時特急を3往復運行[資料 59]。
  - 3月4日：ダイヤ改正に伴い、1往復（19・6号）の使用車両をキハ261系に変更する[資料 60]。同時にキハ261系充当列車の基本編成を7両に減車し、3・5・18・20 - 22号の車内販売を取り止めとする。
- 2018年（平成30年）
  - 2月9日 - 22日：冬季の臨時列車として洞爺駅始発札幌行き列車（「北斗」85号）が1本設定される[資料 61]。
  - 3月17日：ダイヤ改正に伴い、「北斗」3往復の使用車両をキハ261系に変更。全列車の愛称を「スーパー北斗」に統一し、定期列車から「北斗」が消滅。キハ183系が定期運用から離脱[資料 1]。
  - 6月1日：同日より4・19号の車内販売を廃止。7・9・11・12・14・16号については客室乗務員による車内販売から、簡易車内販売（販売スタッフによる車販準備室での短区間での待ち受け販売）に変更[資料 62]。
- 2019年（平成31年）
  - 1月14日：7・9・11・12・14・16号で実施していた簡易車内販売を終了する[資料 63]。
  - 2月28日：6・8・10・13・15・17号で実施していた車内販売を終了する[資料 4]。
  - 3月16日：ダイヤ改正で以下のように変更[資料 64]。
    - 2往復にキハ261系を追加投入。
    - 23号の停車駅を南千歳駅から千歳駅に変更。これにより、千歳駅から札幌方面最終の普通列車に乗り換えが可能となる。

#### 新型コロナによる減便とその終息後からの動き
- 2020年（令和2年）
  - 3月14日：ダイヤ改正で以下のように変更[資料 65]。
    - 全列車を「北斗」に改称。
    - 民族共生象徴空間「ウポポイ」開設に向け、2・4・21・23・24号を除き白老駅に停車拡大。
    - 手稲駅5:30発快速エアポート50号（手稲駅 - 札幌駅は普通列車で各駅停車）を新設。これにより、手稲駅 - 桑園駅・白石駅 - 江別駅・北広島駅・恵庭駅・千歳駅の各駅から2号に乗り換えが可能となる。

  - 3月23日 - 4月23日：新型コロナウイルス感染症（COVID-19、以下COVID-19と表記）の影響により、以下の措置を実施[資料 66][資料 67]。
    - 上下各2本（1・10・15・24号）を運休。
    - 自由席を1両減車し、6両編成で運転。
    - 同年4月6日以降は指定席を1両減車し、5両編成で運転。

  - 3月31日：JR北海道が、COVID-19の影響により、以下の措置を実施することを発表[資料 68]。
    - 上下各2本（1・10・15・24号）の運休を同年5月6日まで継続。
    - 同年4月6日以降は「自由席を2両にし、5両編成での運転」に変更。

  - 4月15日：JR北海道が、COVID-19の影響による上記の運休および減車の措置を同年5月31日まで継続することを発表[資料 69]。
  - 5月20日：JR北海道が、COVID-19の影響により、以下の措置を実施することを発表[資料 70]。
    - 上下各2本（1・10・15・24号）の運休を当面の間継続し、同年6月14日より新たに上下各1本（5・14号）を運休。
    - 同年6月14日より、上下各7本（3・4・6・8・9・11・12・13・17・18・19・20・22・23号）を4両編成に減車。

  - 6月10日：JR北海道が、同年5月25日の国の「緊急事態宣言」解除以降、ビジネス利用を中心に利用が回復傾向であること、「3密状態」を回避することを理由に、以下の措置を実施することを発表[資料 71]。
    - 同年6月14日以降の上下各1本（5・14号）の追加運休は、同年5月20日の発表通り実施。
    - 同年7月1日より、上下各3本（1・5・10・14・15・24号）が運転再開。

  - 10月14日：JR北海道が、COVID-19の影響で、2021年春より、以下の措置を検討していることを発表[資料 72]。
    - 夜間帯の上下各1本を利用が少ないことを理由に運転取りやめ。
    - 上下各1本を臨時列車として運行。
    - 全便の基本組成を現行の7両から5両へと減車。

  - 11月7日・11月8日：北海道鉄道140年記念として、キハ261系5000番台「はまなす」編成が、上下各1本（6・19号）の運用に充当[資料 73][資料 74][資料 75]。
- 2021年（令和3年）
  - 2月4日：COVID-19の影響による利用者減少のため、同年3月1日よりキハ261系使用列車を5両編成に減車して運行[資料 76]。
  - 3月13日：ダイヤ改正で以下のように変更[資料 2][資料 3]。
    - インバウンドやビジネス利用の減少および夜間保守間合いの拡大を理由に、1往復（23・24号）の運転を取りやめ。
    - 24号の運転取りやめに伴い、22号の札幌駅発車時刻を36分繰り下げ。
    - 1往復（5・14号）を閑散日の曜日（4・10・11月の水・木曜）運休に変更。また、列車番号を号数+Dから6000D+号数に変更[5]。
    - 全便の指定席を2両減車し、5両編成で運転。キハ281系のグリーン車を3号車から2号車に変更。

  - 5月1日 - 5月5日：キハ261系5000番台「はまなす」編成が、一部の「北斗」の運用に充当[注釈 57][資料 77]。
  - 5月22日・5月23日：北海道推進のキャッチコピー「HOKKAIDO LOVE!」を掲げて、キハ261系5000番台「ラベンダー」編成が上下各1本（6・19号）の運用に充当し、「HOKKAIDO LOVE! 北斗」6・19号として運転[資料 78][資料 79]。
- 2022年（令和4年）
  - 10月1日：同日をもってキハ281系が定期運用から離脱。「北斗」全列車がキハ261系での運行となる[資料 6]。
  - 10月22日 - 23日：キハ281系のさよなら運転として、函館駅 - 札幌駅間（下りは藤城支線経由）で臨時特急「スーパー北斗」（号数なし）を各日1往復運行。途中停車駅は東室蘭駅のみ[資料 80][記事 11][記事 25]。
- 2023年（令和3年）3月25日：キハ183系のさよなら運転として、函館駅 - 札幌駅間（千歳線経由）で臨時特急「キハ183系北斗」を上り1本運行。途中停車駅は東室蘭駅、新函館北斗駅。ヘッドマークは漢字で「北斗」表記のデザインを使用[資料 81]。また、翌日には函館駅 - 札幌駅間（藤城支線、小樽経由）で臨時特急「キハ183系ニセコ号」を下り1本運行[資料 81]。
- 2024年（令和6年）3月16日：ダイヤ改正により、全車指定席化[資料 82][資料 5]。また、新函館北斗駅における北海道新幹線との乗継割引制度を廃止[資料 83]。

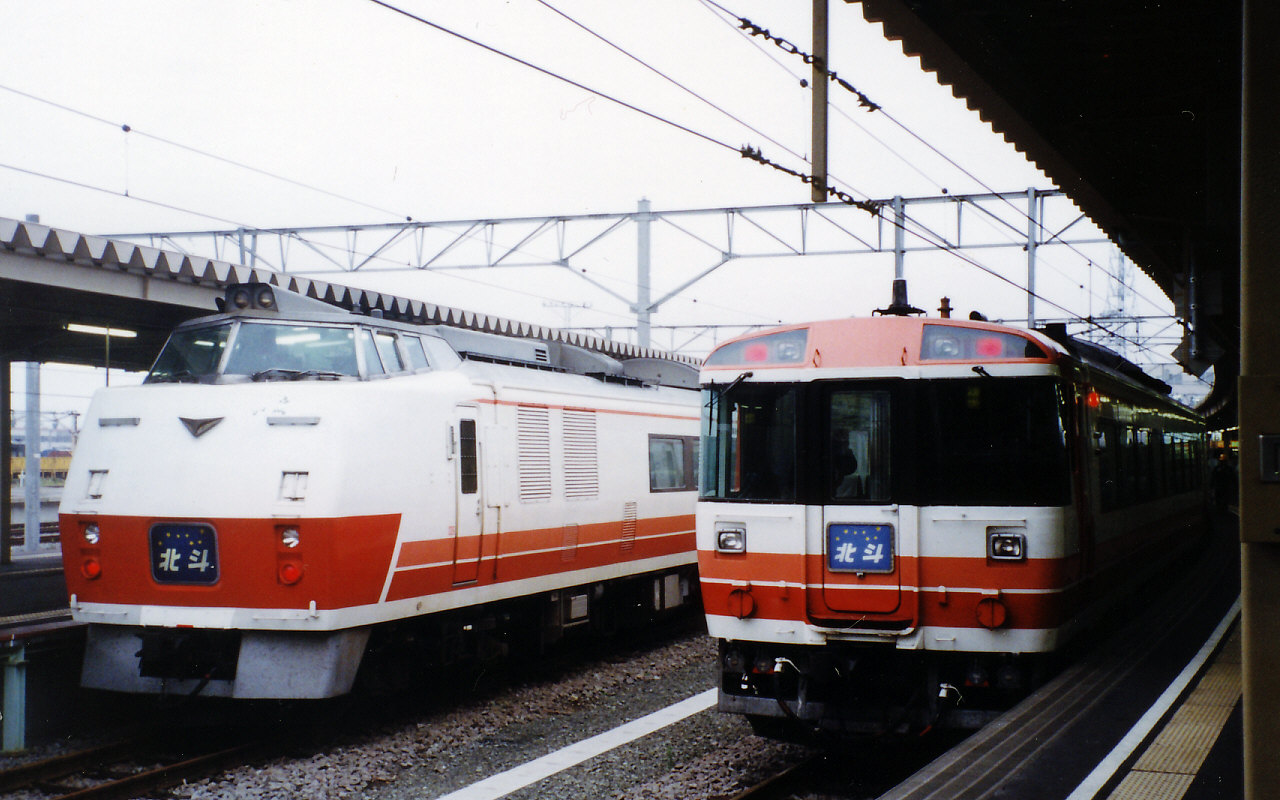
キハ183形1500番台（右）とキハ183形0番台塗色変更車（左）（函館駅）
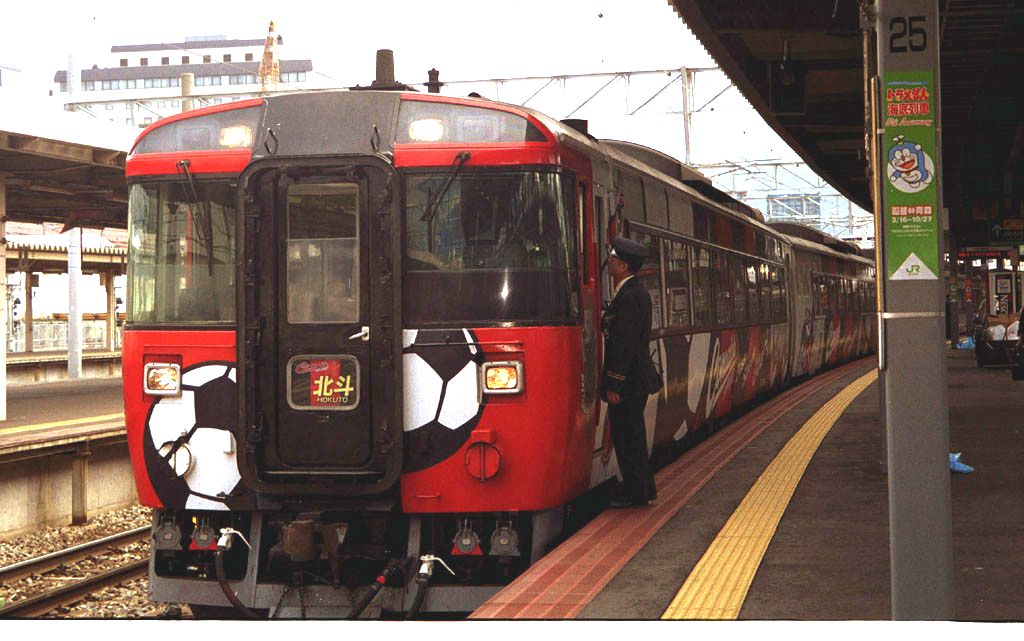
キハ183形3550番台 コンサドーレ札幌ラッピング車（函館駅）
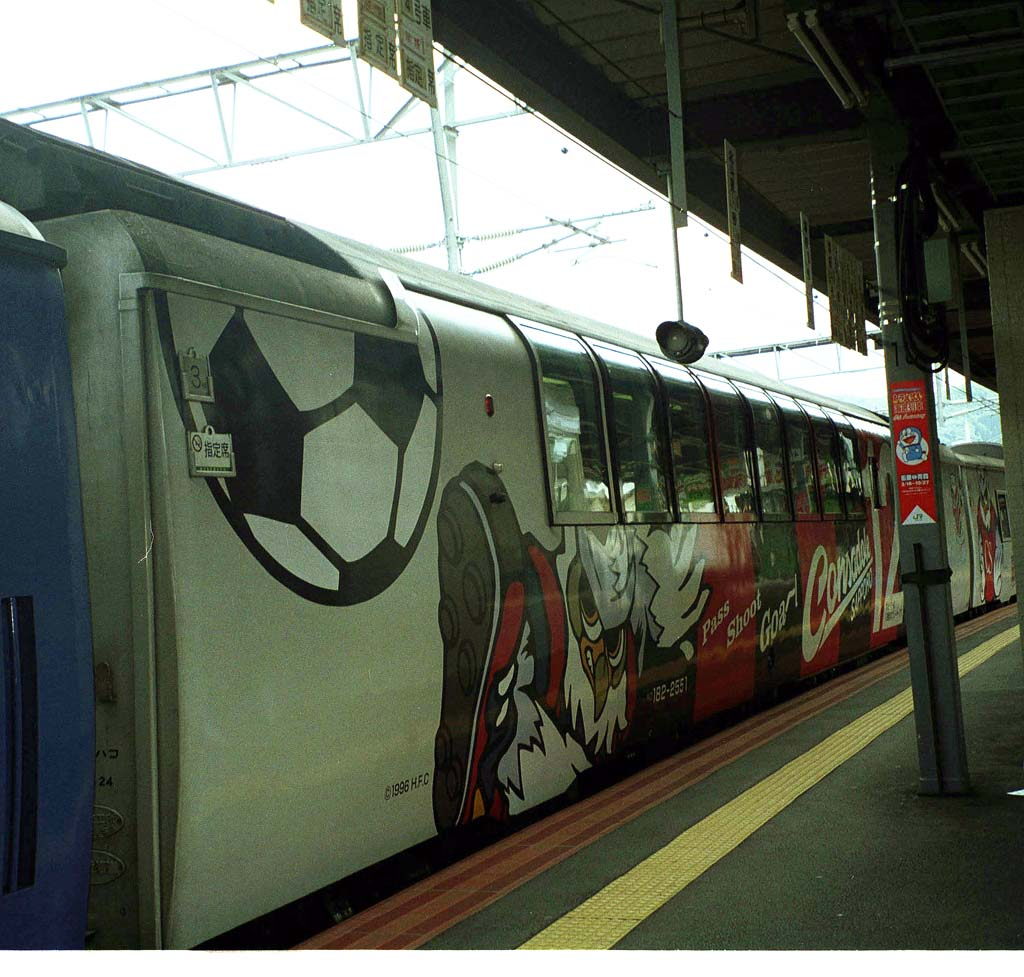
キロ182形2550番台 コンサドーレ札幌ラッピング車（函館駅）
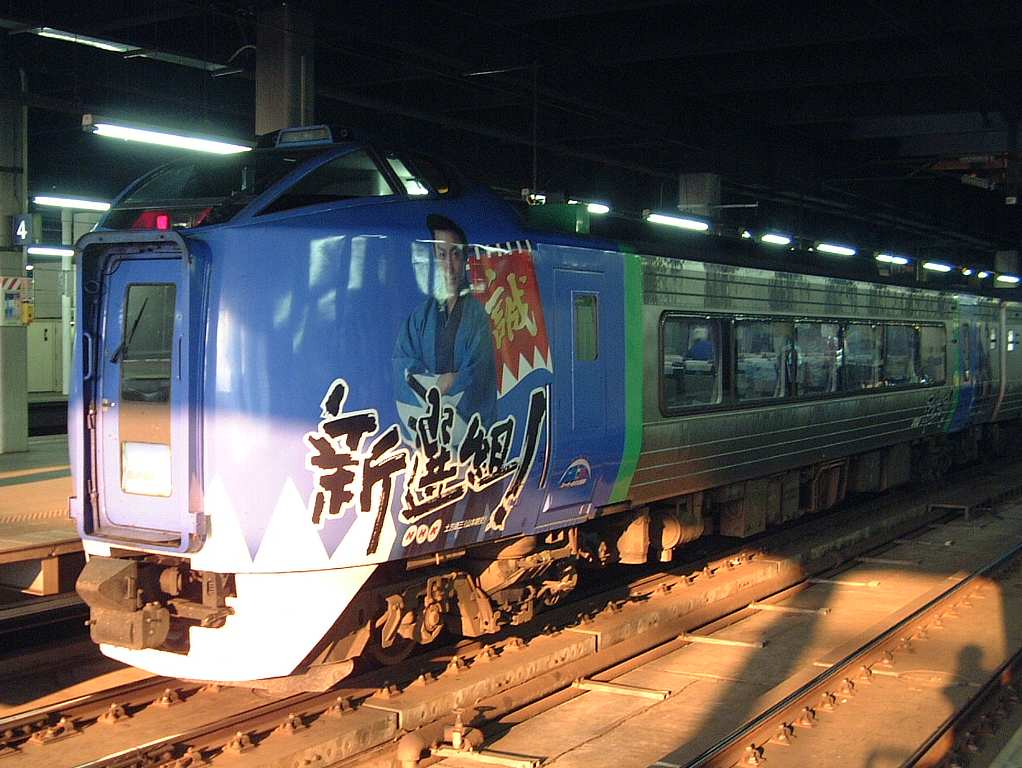
キハ281-6 新選組ラッピング車（札幌駅）

## 商標
「北斗」は、北海道旅客鉄道が商標として登録している。
| 登録項目等 | 内容等                   |
| ---------- | ------------------------ |
| 商標       | 北斗                     |
| 称呼       | ホクト                   |
| 出願番号   | 商願平04-270857          |
| 出願日     | 1992年(平成4年)9月29日   |
| 登録番号   | 第3021045号              |
| 登録日     | 1995年(平成7年)1月31日   |
| 権利者     | 北海道旅客鉄道株式会社   |
| 役務等区分 | 39類（旅客車による輸送） |